# Lanrivain
Lanrivain (/lɑ̃.ʁi.vɛ̃/) (en breton Larruen) est une commune française située dans le département des Côtes-d'Armor en région Bretagne.

## Géographie

### Situation
La paroisse fait partie du terroir ou aire de mode (XIXe siècle et début XXe) dit pays Fañch dans le pays historique breton du Poher-Quintin (Kentin) de la Bro de Cornouaille (géographiquement dans l'est des Menezioù Kernew).

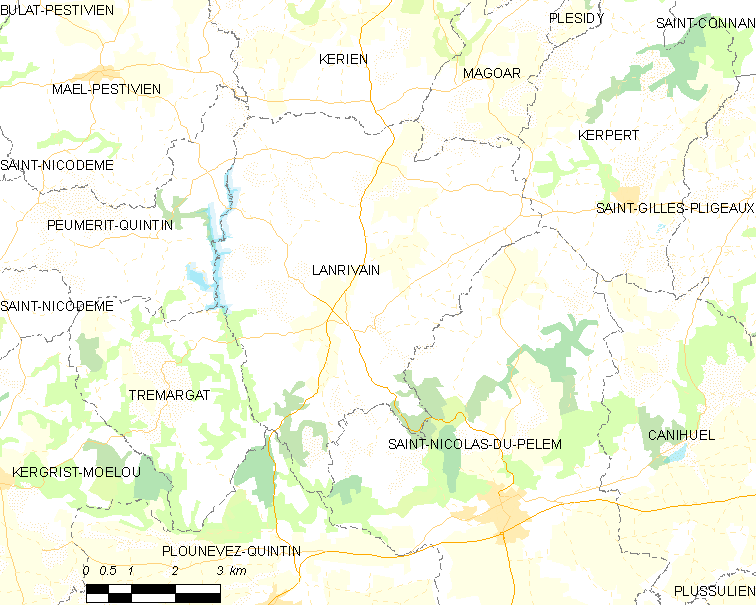
Carte de la commune de Lanrivain.

| Peumerit-Quintin | Kerien , Magoar   | Kerpert                |
|                  | Lanrivain         |                        |
| Trémargat        | Plounevez-Quintin | Saint-Nicolas-du-Pelem |

### Hydrographie
Le finage communal est limité à l'ouest par la vallée du Blavet, très encaissée (ses eaux, retenues par un barrage, mis en service en 1981, forme le lac de retenue de Kerné-Uhel, à cheval sur les communes de Lanrivain, Peumerit-Quintin et Trémargat, vaste de 74 hectares, qui constitue une réserve d'eau potable et forme une zone naturelle grâce à un périmètre de protection de 117 ha, géré par l'Office national des forêts. C'est un lieu de pêche renommé ; une base nautique a été aménagée non loin du barrage, côté Trémargat. En aval du barrage, le Blavet traverse les gorges formant le chaos de Toul Goulic, le cours d'eau disparaissant sur plus de 300 mètres sous un chaos rocheux granitique, formé de blocs ayant pour certains plusieurs mètres de diamètre.
La commune est aussi parcourue par plusieurs affluents de rive gauche du Blavet : le ruisseau du Moulin de Lestolet (dénommé pour sa partie aval  ruisseau du Moulin Quintin) forme la limite nord de la commune, la séparant de Kerien ; le ruisseau du Moulin de la Salle draine une bonne partie du nord du territoire communal et forme un étang au niveau du moulin de la Salle ; il conflue avec le Blavet juste en amont du barrage de Kerné Uhel. Le ruisseau de Beaulieu, plus modeste, parcourt le sud du finage communal. Au sud-est, le ruisseau du Petit Faoudel, forme la limite avec Saint-Nicolas-du-Pélem, mais conflue avec le Blavet plus en aval.

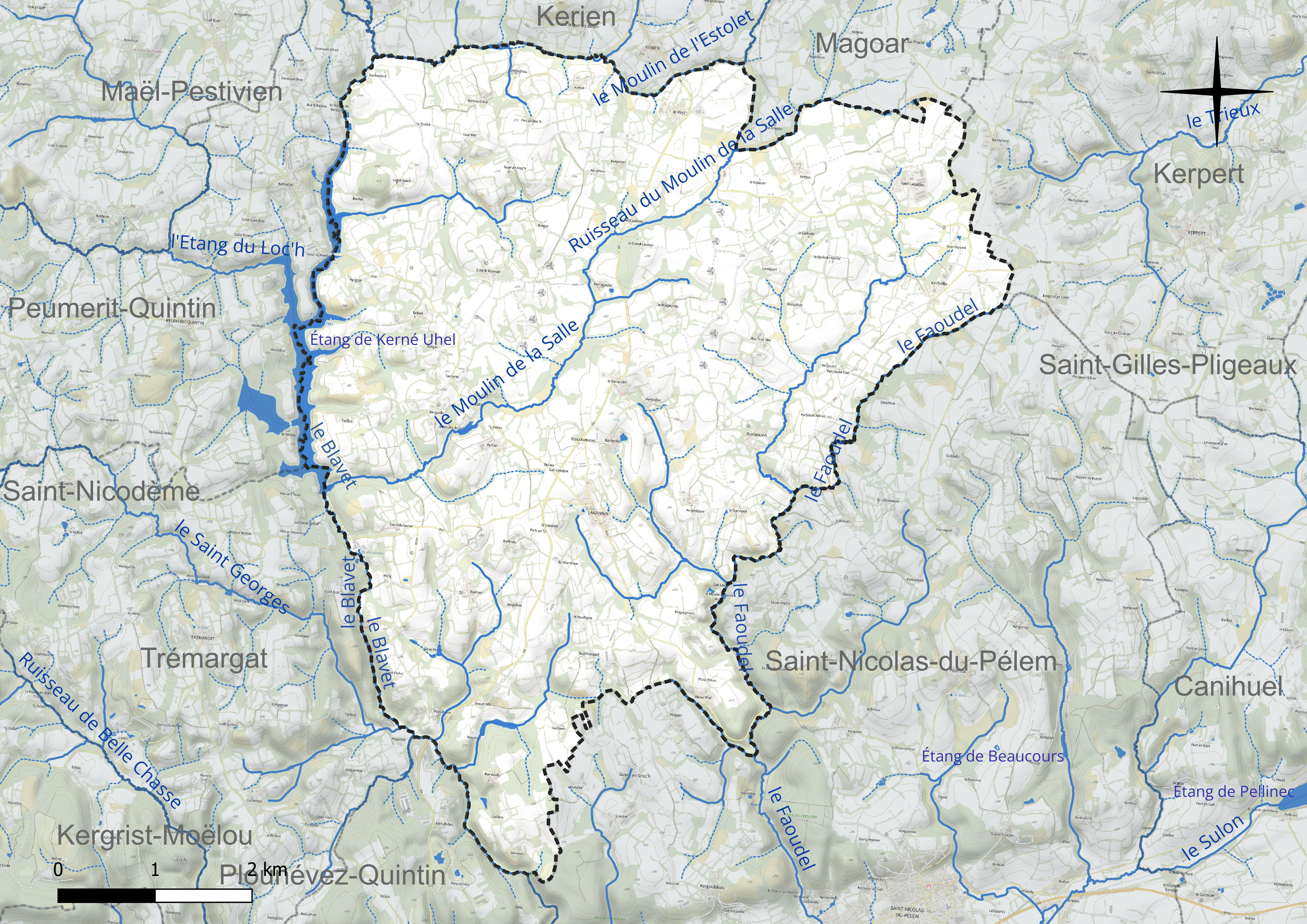
Réseau hydrographique de Lanrivain.

### Géologie et relief
De Duault à Corlay en passant par Lanrivain et Saint-Nicolas-du-Pélem, sur plus de 30 km, un massif granitique correspondant à la partie ouest du batholite de Quintin, domine, atteignant 290 mètres, les collines schisteuses de la partie orientale du bassin de Châteaulin situées à son sud.
De relief assez bosselé, l'altitude maximale est de 280 mètres près de la limite nord de la commune (au nord de Kerlohou), le point le plus bas étant situé à l'extrême sud-ouest de la commune, dans la vallée du Blavet, vers 160 mètres d'altitude. Le bourg de Lanrivain est vers 250 mètres d'altitude.
Le paysage agraire traditionnel est celui du bocage avec un habitat dispersé en hameaux et fermes isolées.
| - Carte topographique de la commune de Lanrivain. |

### Transports
La commune est principalement desservie par la route départementale n° 8 qui vient, au sud, de Plounévez-Quintin et se dirige vers le nord vers Bourbriac, via Kerien.

### Climat
Pour des articles plus généraux, voir Climat de la Bretagne et Climat des Côtes-d'Armor.
En 2010, le climat de la commune est de type climat océanique franc, selon une étude du Centre national de la recherche scientifique s'appuyant sur une série de données couvrant la période 1971-2000. En 2020, Météo-France publie une typologie des climats de la France métropolitaine dans laquelle la commune est exposée à un climat océanique et est dans la région climatique Finistère nord, caractérisée par une pluviométrie élevée, des températures douces en hiver (6 °C), fraîches en été et des vents forts. Parallèlement l'observatoire de l'environnement en Bretagne publie en 2020 un zonage climatique de la région Bretagne, s'appuyant sur des données de Météo-France de 2009. La commune est, selon ce zonage, dans la zone « Monts d'Arrée », avec des hivers froids, peu de chaleurs et de fortes pluies.  
Pour la période 1971-2000, la température annuelle moyenne est de 10,7 °C, avec  une amplitude thermique annuelle de 12,2 °C. Le cumul annuel moyen de précipitations est de 1 086 mm, avec 17 jours de précipitations en janvier et 8,4 jours en juillet. Pour la période 1991-2020, la température moyenne annuelle observée sur la station météorologique la plus proche, située sur la commune de Kerpert à 7 km à vol d'oiseau, est de 10,8 °C et le cumul annuel moyen de précipitations est de 1 088,9 mm,. Pour l'avenir, les paramètres climatiques de la commune estimés pour 2050 selon différents scénarios d'émission de gaz à effet de serre sont consultables sur un site dédié publié par Météo-France en novembre 2022.

## Urbanisme

### Typologie
Au 1er janvier 2024, Lanrivain est catégorisée commune rurale à habitat très dispersé, selon la nouvelle grille communale de densité à 7 niveaux définie par l'Insee en 2022.
Elle est située hors unité urbaine et hors attraction des villes,.

### Occupation des sols

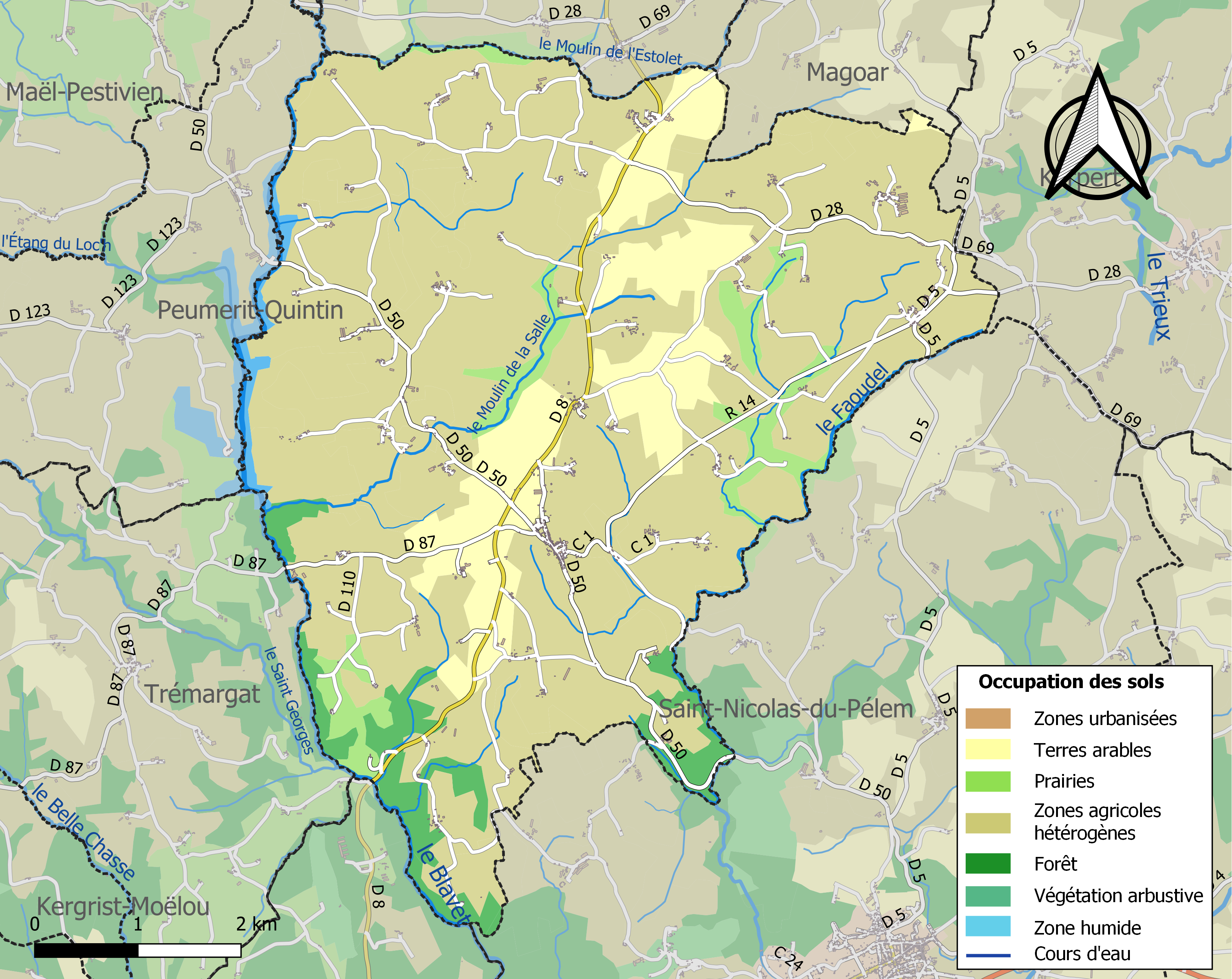
Carte des infrastructures et de l'occupation des sols de la commune en 2018 (CLC).

Le tableau ci-dessous présente l'occupation des sols de la commune en 2018, telle qu'elle ressort de la base de données européenne d’occupation biophysique des sols Corine Land Cover (CLC).
| Type d’occupation                                                                   | Pourcentage | Superficie (en hectares) |
| ----------------------------------------------------------------------------------- | ----------- | ------------------------ |
| Terres arables hors périmètres d'irrigation                                         | 12,4 %      | 462                      |
| Prairies et autres surfaces toujours en herbe                                       | 4,9 %       | 182                      |
| Systèmes culturaux et parcellaires complexes                                        | 68,1 %      | 2534                     |
| Surfaces essentiellement agricoles interrompues par des espaces naturels importants | 9,7 %       | 359                      |
| Forêts de feuillus                                                                  | 1,6 %       | 59                       |
| Forêts de conifères                                                                 | 0,05 %      | 2                        |
| Forêts mélangées                                                                    | 3,3 %       | 122                      |
| Source : Corine Land Cover                                                          |             |                          |

## Toponymie
Le nom de la localité est attesté sous les formes Lanriven en 1498 et en 1543, Lanrien en 1536, Lanriven en 1543, 1562 et en 1695, Larriven en 1695, Lanrive en 1696, Lanriven en 1720 et en 1733, Lanrivain en 1736.
D'où le nom breton moderne écrit : Lanriven. 
Lanrivain vient du breton lann (ermitage) et de Riwen (un obscur saint breton).

## Histoire

### Préhistoire et Antiquité
L'occupation humaine est attestée sur le territoire de la commune dès le Néolithique comme en témoignent quatre menhirs encore visibles : menhir de Guer an Moc'h, menhir de Leur Min, menhir de Kerlagadec et menhir de Kerbalénou.

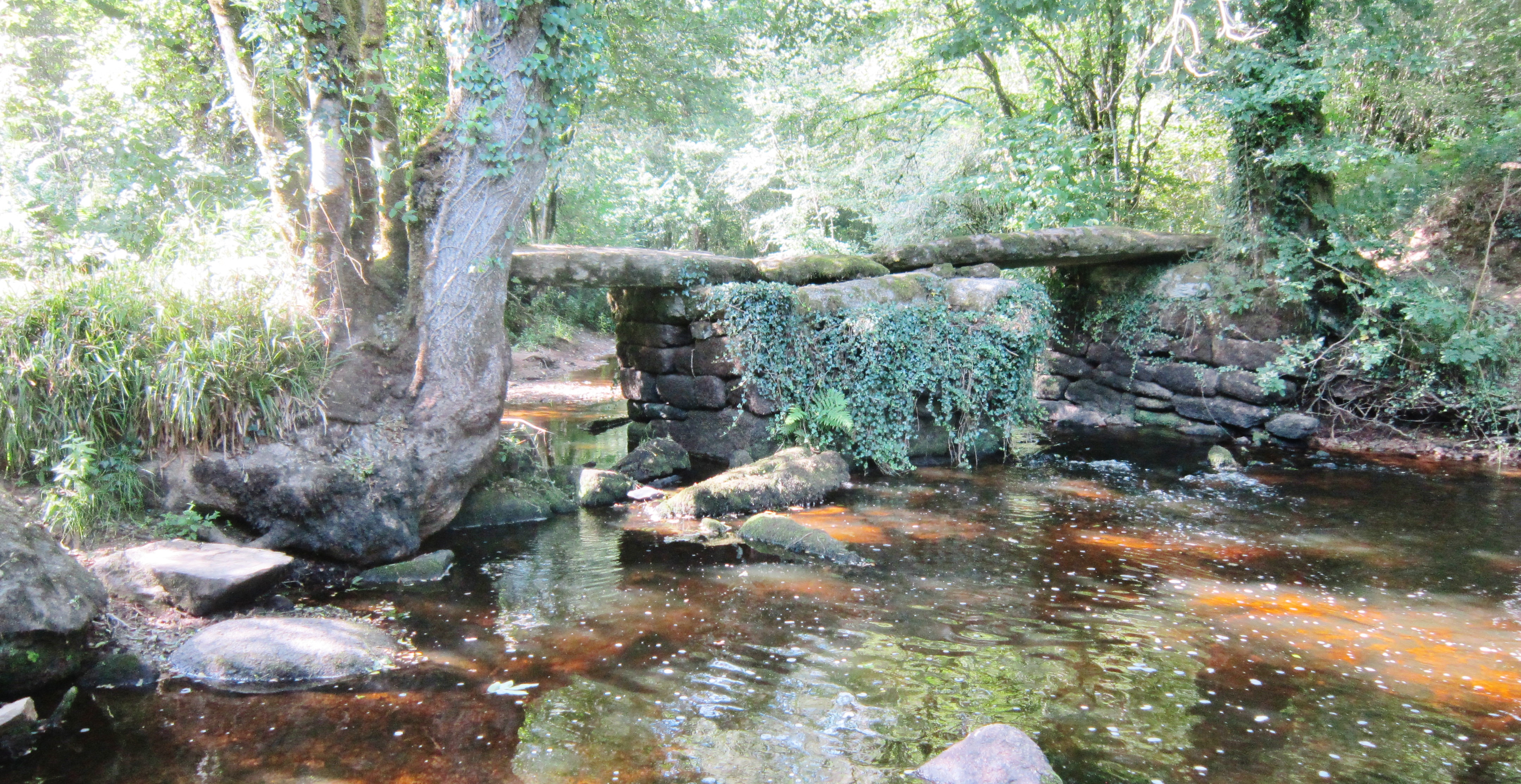
Le pont gallo-romain sur le Blavet (limite entre Plounévez-Quintin et Lanrivain).
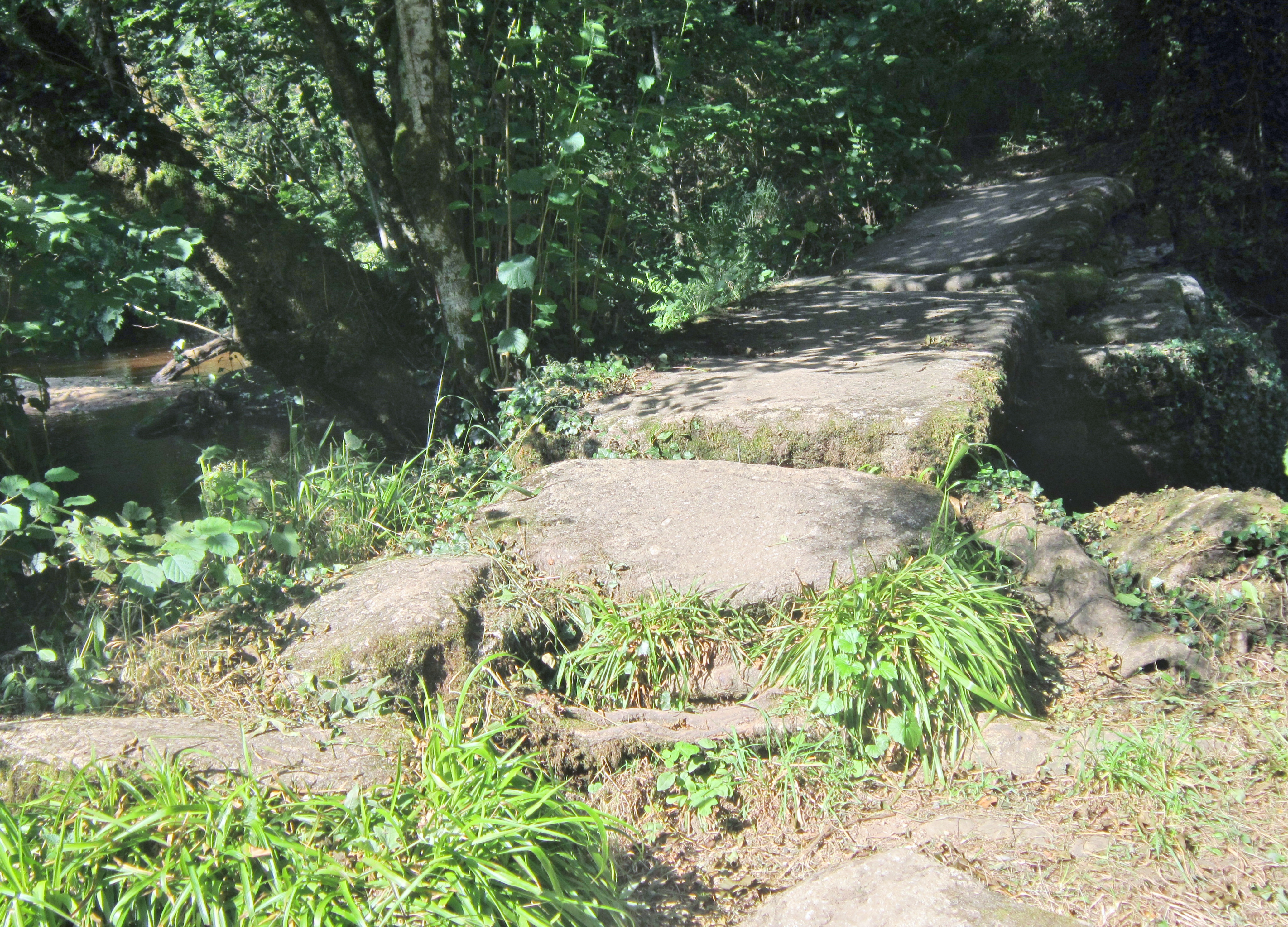
Le pont gallo-romain sur le Blavet vu du dessus.

### Moyen Âge
Lanrivain était une trève de la paroisse de Bothoa.

### Temps modernes
En 1692, alors qu'une famine sévissait dans toute la Cornouaille, un pauvre tailleur, Claude Allain, père de douze enfants trouva une statue de la Vierge au bord d'un ruisseau et une voix lui aurait alors demandé d'aller trouver le recteur de Bothoa, Grégoire Raoult, afin qu'il lui fasse bâtir une chapelle au Guiaudet ; frappé de cécité pour le punir de ne pas y avoir cru, le recteur de Bothoa organisa une procession vers la montagne du Guiaudet et recouvra la vue ; Daniel de Francheville, évêque de Périgueux, sur sa terre du Pélinec où la statue avait été trouvée, donna le terrain nécessaire (l'acte de cession date du 5 mai 1695) et finança une partie du coût de la construction de la chapelle Notre-Dame-du-Guiaudet (en Lanrivain), et donna l'argent nécessaire (cent écus par an) à l'entretien d'un chapelain, avec obligation pour celui-ci de dire la messe tous les jours et de confesser les pèlerins.

### LeXIXesiècle
A. Marteville et P. Varin, continuateurs d'Ogée décrivent Lanrivain de manière très succincte en 1843 : « Lanrivain : commune formée de l'ancienne trève de Saint-Nicolas-du-Pélem [en fait de Bothoa]. Il y a foire le 12 juin, le premier lundi de juillet, le premier lundi de septembre, les 9 et 10 octobre. Géologie : granite. On parle le breton ».

### LeXXesiècle

#### La Première Guerre mondiale
Le monument aux morts de Lanrivain porte les noms de 115 soldats morts pour la France pendant la Première Guerre mondiale; parmi eux Charles Corbic et Joseph Lescop, tous deux soldats au 19e régiment d'infanterie et tués tous deux dès le 22 août 1914 à Maissin (Belgique), ainsi qu'Yves Mahé, soldat  au 2e régiment d'artillerie coloniale le même jour à Rossignol, aussi en Belgique ; Jean Le Moigne, le 4 novembre 1914, Yves Raoult le 5 novembre 1914, Guillaume Le Pennec, le 6 novembre 1914 et Jacques Simon le 10 novembre 1914, tous les quatre soldats au 73e régiment d'infanterie territoriale et tués à l'ennemi à Langemark (Belgique). Louis Le Pommelec, soldat au 1er régiment d'infanterie coloniale, est mort de maladie le 17 août 1916 en Macédoine du Nord où il se trouvait dans le cadre de l'expédition de Salonique ; la plupart des autres sont morts sur le sol français dont Joseph Savéan, lieutenant au 89e régiment d'infanterie, tué à l'ennemi le 13 juillet 1915 à Vienne-le-Château (Marne), décoré de la Légion d'honneur et de Croix de guerre ; Jean Le Brun, soldat au 154e régiment d'infanterie, tué à l'ennemi le 28 juillet 1915, également à Vienne-le-Château, décoré de la Médaille militaire et de la Croix de guerre ; Louis Courtois, caporal au 332e régiment d'infanterie, tué à l'ennemi le 8 août 1915 à Villers-aux-Érables (Somme), aussi décoré de la Croix de guerre ; etc.

#### L'Entre-deux-guerres
En 1925 et 1926 la commune de Lanrivain dépensa 12 000 francs pour rendre accessible les gorges de Toul Goulic.

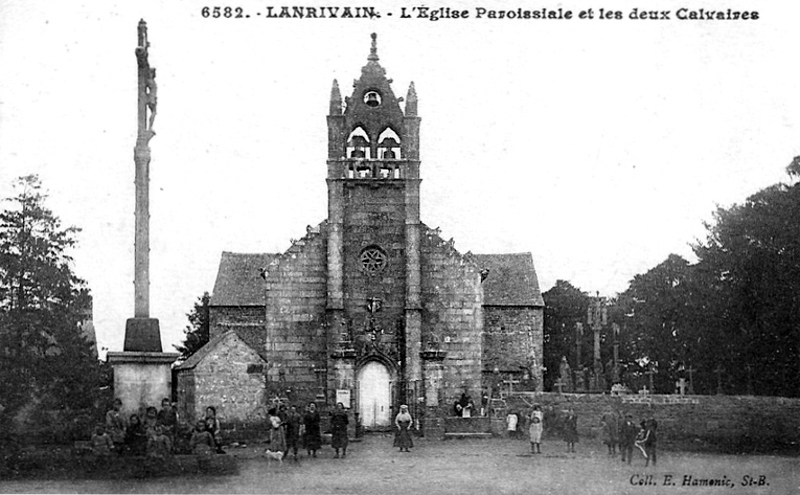
Lanrivain : l'église paroissiale et ses deux calvaires (carte postale Émile Hamonic)
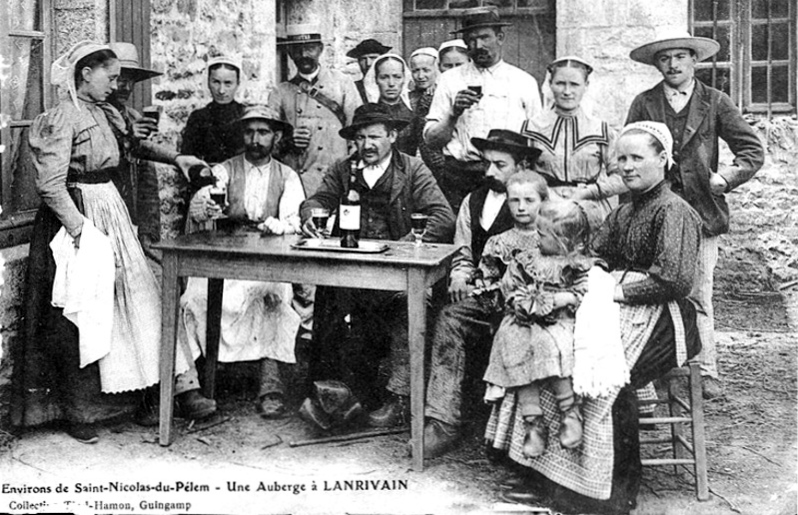
Une auberge à Lanrivain vers 1920 (carte postale Tirel-Hamon).

Le journal L'Ouest-Éclair écrit en septembre 1934 : « La foire de Saint-Éloi, appelée foire saint-Eler a lieu ce jour [3 septembre 1934] au bourg de Lanrivain. Les travaux de la moisson étant virtuellement terminés et le blé noir n'étant pas encore mûr, l'affluence était bonne ». Le 9 octobre de cette même année, la foire dite "Voar-Lariven-Goz", favorisée par un temps idéal, réunit un nombre important de marchandises et d'acheteurs. elle a connu encore « un succès d'affluence » ; « c'est la dernière grande foire de l'année pour le canton de Saint-Nicolas[-du-Pélem], surtout pour l'espèce chevaline ».

#### La Seconde Guerre mondiale
Le maquis Tito se développa à partir du printemps 1943 dans le quadrilatère Trémargat, Lanrivain, Peumerit-Quintin, Saint-Nicolas-du-Pélem, sous le commandement de Louis Pichouron, alias « commandant Alain ».
Le monument aux morts de Lanrivain porte les noms de 13 personnes mortes pour la France pendant la Seconde Guerre mondiale ; parmi elles Yves Le Moal, soldat au 71e régiment d'infanterie, tué à l'ennemi le 8 juin 1940 à Acy (Aisne) ; Yves Diouron, soldat au 137e régiment d'infanterie, mort le 9 juin 1940 à Zuydcoote (Nord) ; Pierre Buguellou, soldat au 21e régiment d'infanterie coloniale, mort des suites de ses blessures le 23 juin 1940 à Nancy ; Joseph Thoraval, sous-lieutenant, résistant membre du groupe Élie (réseau de résistance brestois), fusillé au fort du Mont-Valérien le 10 décembre 1941 ; François Philippe, décédé le 26 mars 1941, Honoré Gall le 11 août 1943 et Hyacinthe Le Kervern  le 15 décembre 1944 sont morts alors qu'ils étaient prisonniers de guerre en Allemagne.

#### L'après Seconde Guerre mondiale
Deux soldats originaires de Lanrivain (Auguste Georgelin et Pierre Gestin) sont morts pour la France pendant la Guerre d'Algérie.

### LeXXIesiècle
Jean Schalit, qui a acheté et restauré le manoir et le jardin du Grand Launay, créé en 2013 « Lieux mouvants », un évènement culturel unique en son genre organisé dans le village de Saint-Antoine qui mêle spectacles, rencontres avec des intellectuels ou des artistes (par exemple Erik Orsenna, Jane Birkin, Daniel Buren) et expositions d'art contemporain. Il a aussi créé au village de Saint-Antoine un « Institut du jardin et du paysage de Bretagne ».

## Politique et administration
| Période                                  | Période      | Identité            | Étiquette | Qualité                                                                |
| ---------------------------------------- | ------------ | ------------------- | --------- | ---------------------------------------------------------------------- |
| Les données manquantes sont à compléter. |              |                     |           |                                                                        |
| 1944                                     | mars 1971    | Eugène Thoraval     |           |                                                                        |
| mars 1971                                | mars 1983    | André Le Roux       | PCF       | Agriculteur                                                            |
| mars 1983                                | juin 1995    | Yves Le Rudulier    | UDF       | Agriculteur Conseiller général de Saint-Nicolas-du-Pélem (1985 → 1992) |
| juin 1995                                | 5 avril 2014 | René Le Pré         | PS        | Agriculteur                                                            |
| 5 avril 2014                             | 23 mai 2020  | Mathieu Geffroy     |           | Employé de banque                                                      |
| 23 mai 2020                              | En cours     | Philippe Le Joncour |           | Agriculteur                                                            |

## Langue bretonne
À la rentrée 2017, 22 élèves étaient scolarisés dans des classes bilingues (soit 78,6 % des enfants de la commune inscrits dans le primaire).
La charte Ya d'ar brezhoneg a été votée par le conseil municipal de Lanrivain le 20 décembre 2018.

## Démographie
L'évolution du nombre d'habitants est connue à travers les recensements de la population effectués dans la commune depuis 1793. Pour les communes de moins de 10 000 habitants, une enquête de recensement portant sur toute la population est réalisée tous les cinq ans, les populations de référence des années intermédiaires étant quant à elles estimées par interpolation ou extrapolation. Pour la commune, le premier recensement exhaustif entrant dans le cadre du nouveau dispositif a été réalisé en 2006.

En 2022, la commune comptait 465 habitants, en évolution de +0,87 % par rapport à 2016 (Côtes-d'Armor : +1,78 %, France hors Mayotte : +2,11 %).
| 1793  | 1800  | 1806  | 1821  | 1831  | 1836  | 1841  | 1846  | 1851  |
| ----- | ----- | ----- | ----- | ----- | ----- | ----- | ----- | ----- |
| 1 433 | 1 113 | 1 416 | 1 400 | 1 416 | 1 698 | 1 652 | 1 775 | 1 730 |

| 1856  | 1861  | 1866  | 1872  | 1876  | 1881  | 1886  | 1891  | 1896  |
| ----- | ----- | ----- | ----- | ----- | ----- | ----- | ----- | ----- |
| 1 650 | 1 691 | 1 586 | 1 547 | 1 612 | 1 630 | 1 594 | 1 551 | 1 632 |

| 1901  | 1906  | 1911  | 1921  | 1926  | 1931  | 1936  | 1946  | 1954  |
| ----- | ----- | ----- | ----- | ----- | ----- | ----- | ----- | ----- |
| 1 687 | 1 740 | 1 815 | 1 802 | 1 801 | 1 496 | 1 531 | 1 220 | 1 079 |

| 1962 | 1968 | 1975 | 1982 | 1990 | 1999 | 2006 | 2011 | 2016 |
| ---- | ---- | ---- | ---- | ---- | ---- | ---- | ---- | ---- |
| 960  | 882  | 761  | 638  | 510  | 524  | 554  | 542  | 461  |

| 2021 | 2022 | - | - | - | - | - | - | - |
| ---- | ---- | - | - | - | - | - | - | - |
| 457  | 465  | - | - | - | - | - | - | - |

## Lieux et monuments
La commune compte six monuments historiques.
- Église Saint-Grégoire de Lanrivain.
- Chapelle Saint-Antoine, classée au titre des monuments historiques par arrêté du 18 avril 1932[34].
- L'ossuaire : L'ossuaire de Lanrivain[35], qui date du XVe siècle, est l'un des derniers ossuaires bretons à conserver encore les ossements des morts. La quasi-totalité des ossuaires ont été vidés de leurs reliques dans le courant du XIXe ou du XXe siècle[36].

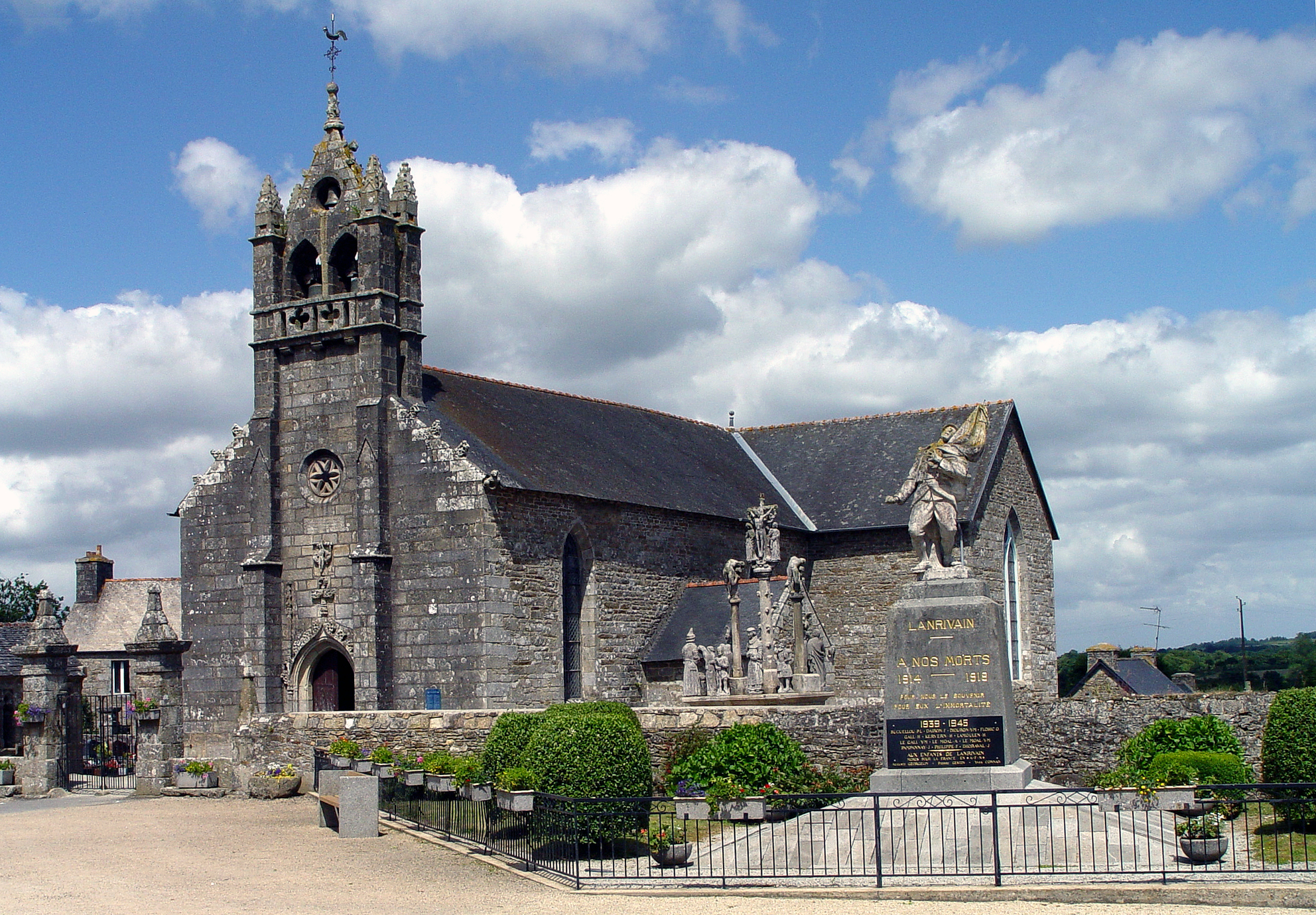
L'église paroissiale Saint-Grégoire, vue extérieure d'ensemble.
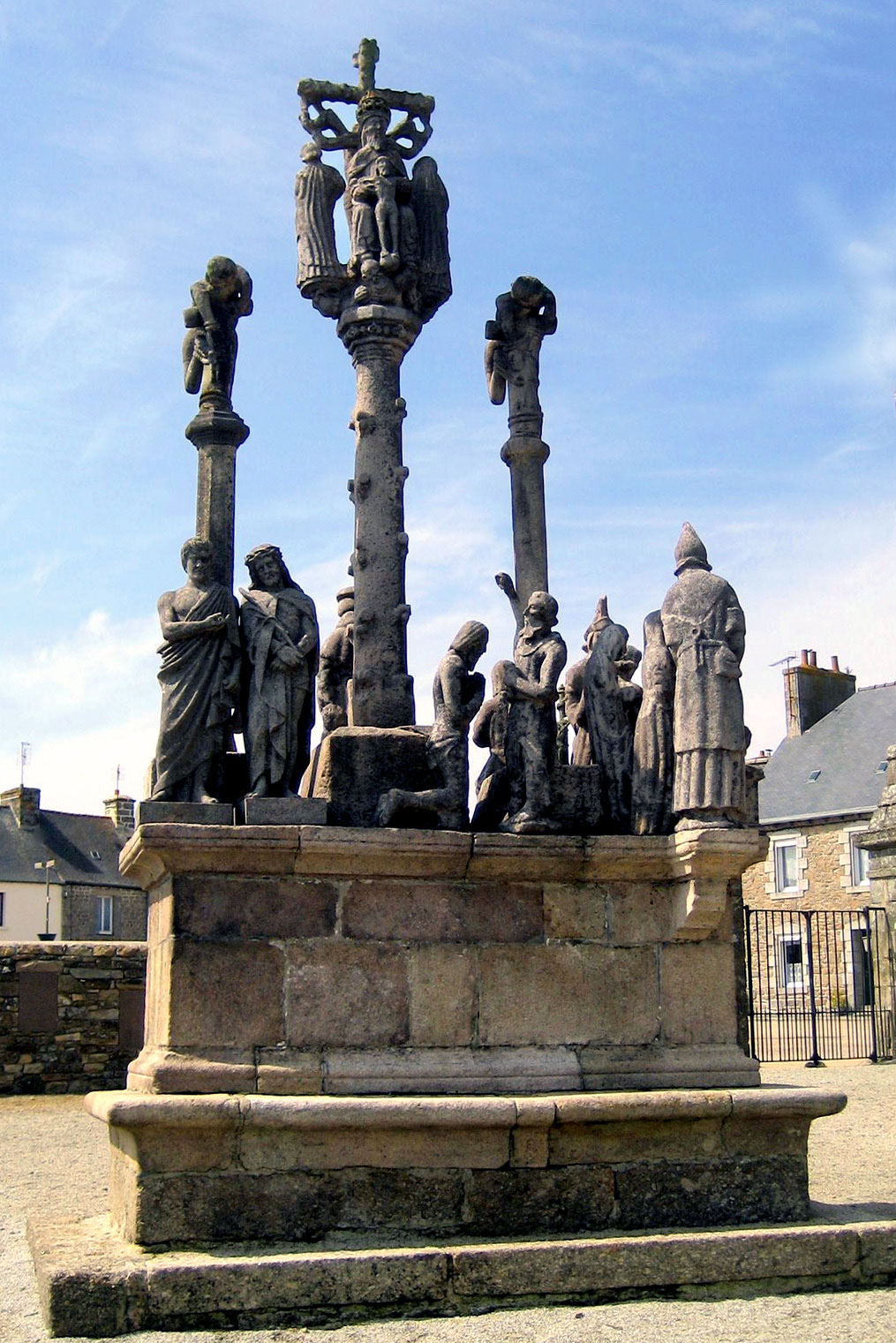
Le calvaire de Lanrivain, daté de 1548.
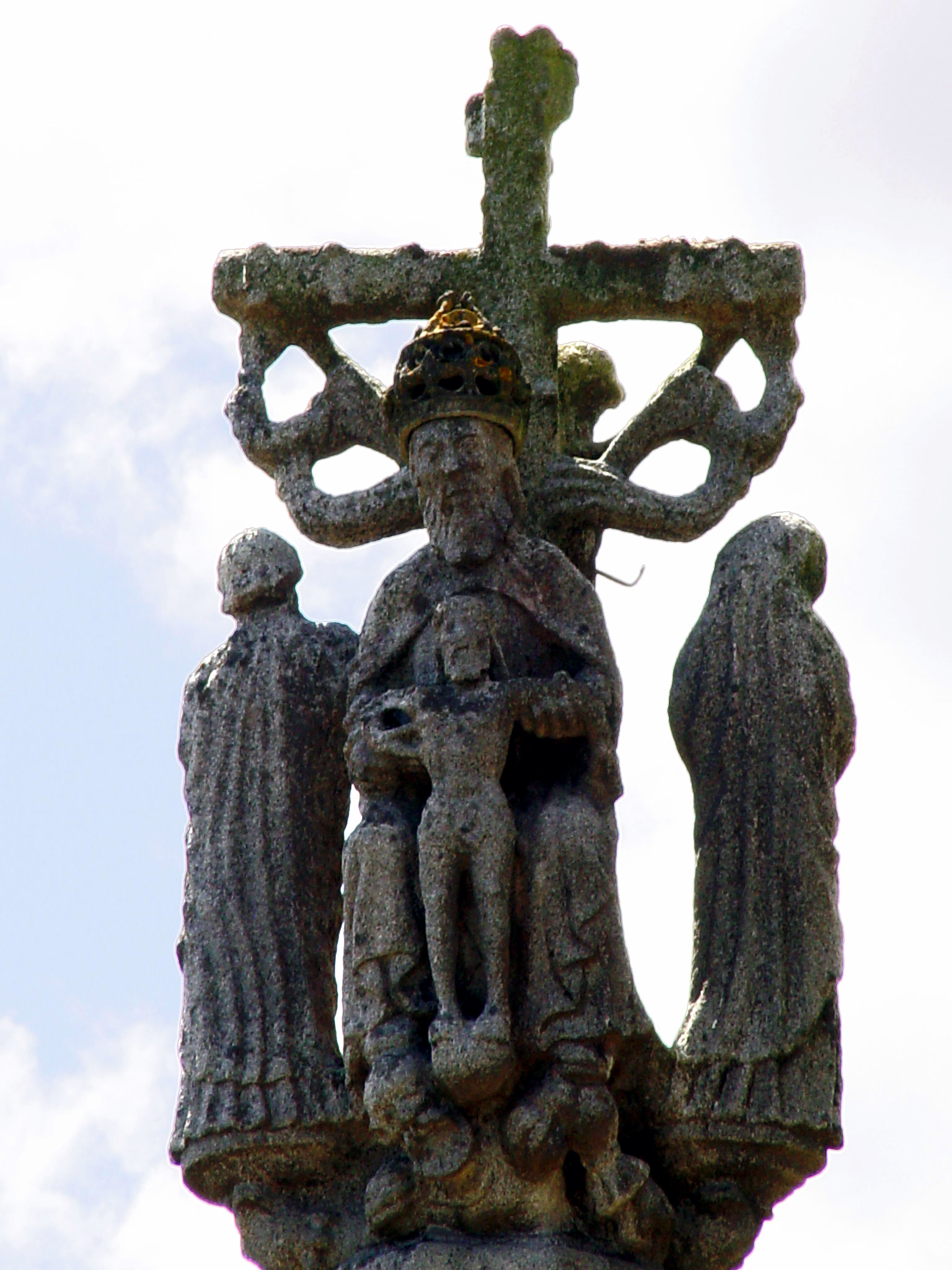
Partie sommitale du calvaire, daté de 1548, de l'église paroissiale de Lanrivain.
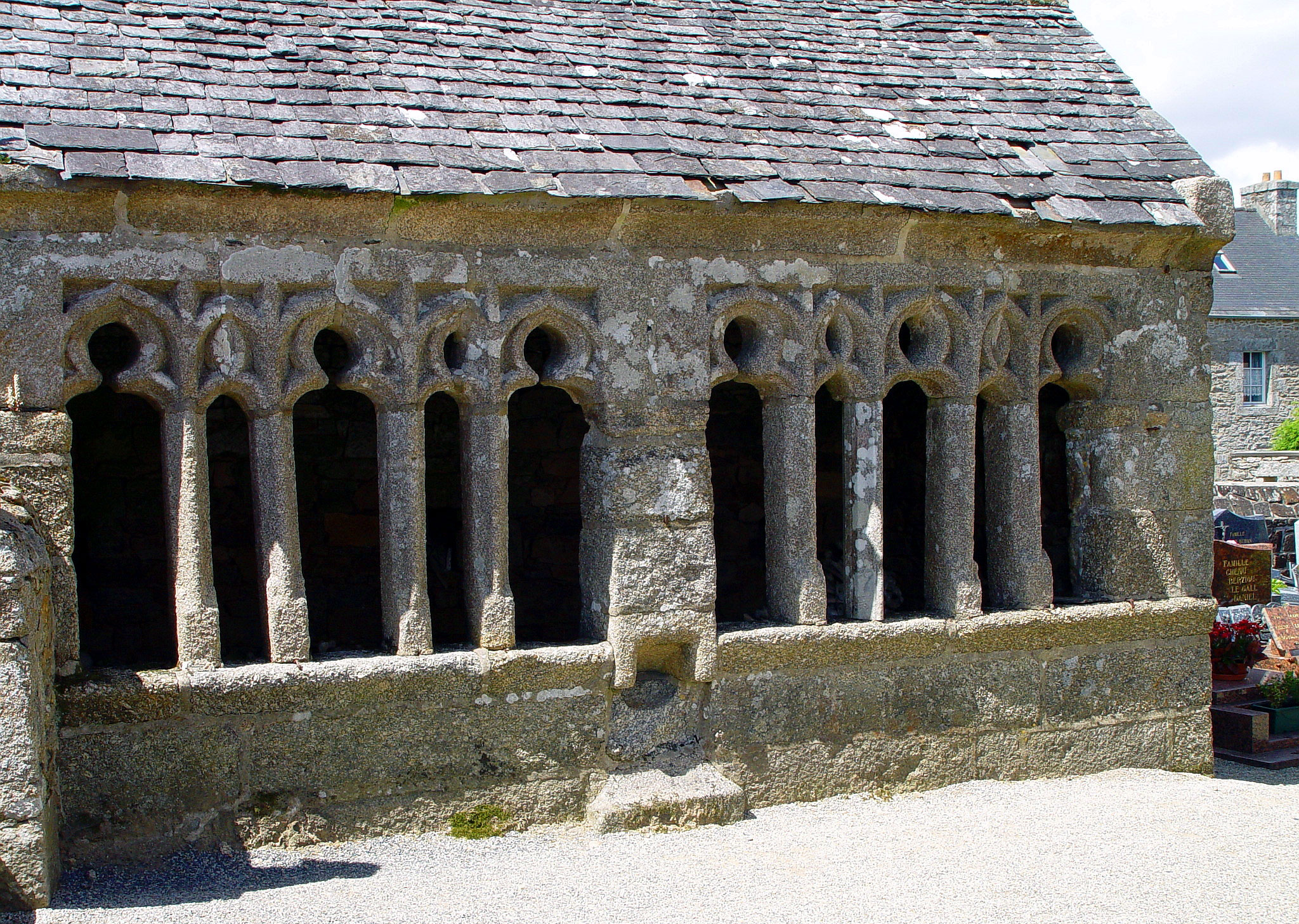
L'ossuaire de Lanrivain.
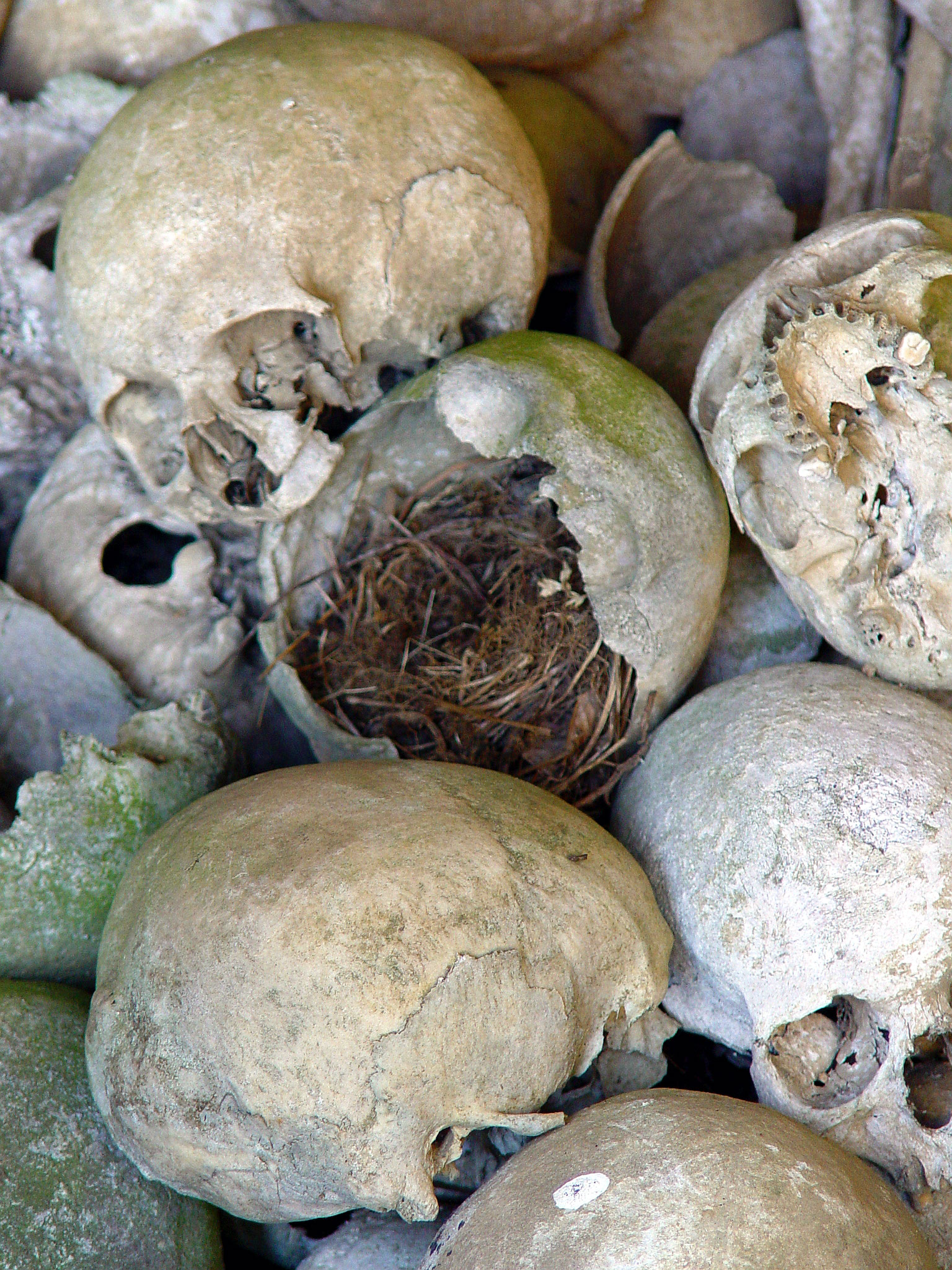
Chefs conservés dans l'ossuaire, daté de 1548, situé dans le cimetière de l'église Saint-Grégoire.
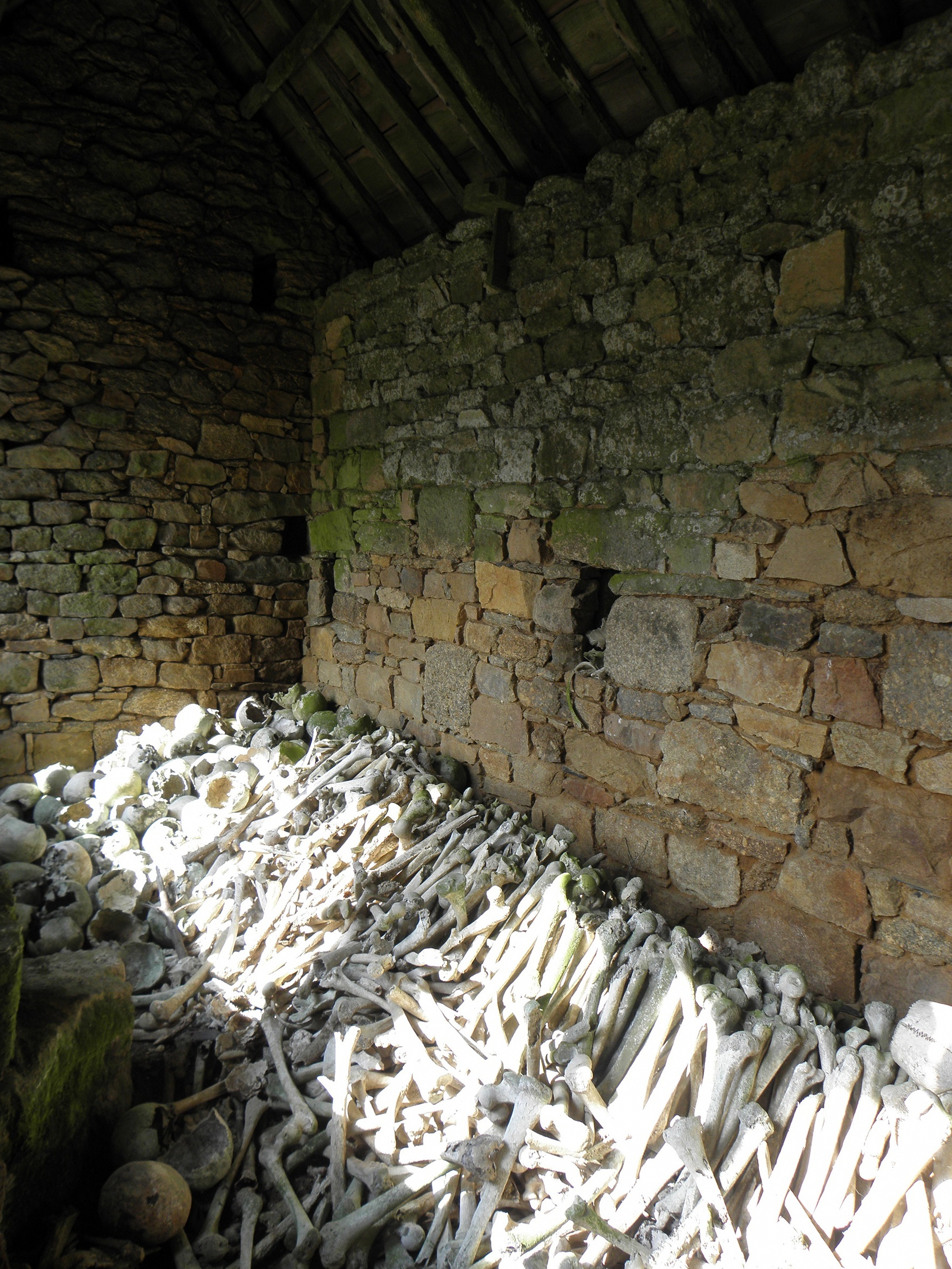
Ossements dans l'ossuaire de Lanrivain.

- La chapelle Notre-Dame-du-Guiaudet[37].
- Le village de Saint-Antoine et la chapelle Saint-Antoine, laquelle date des XVe et XVIe siècles (de plan quadrangulaire, elle a un temps servi de grange)[38]. Le village de Saint-Antoine, qui domine le cours du Haut-Blavet, totalement déserté par ses habitants, mais préservé (la plupart de ses maisons datent du XVIIe siècle) est en cours de restauration par la communauté de communes du Kreiz-Breizh. Le festival des Lieux mouvants y est organisé chaque année[39].

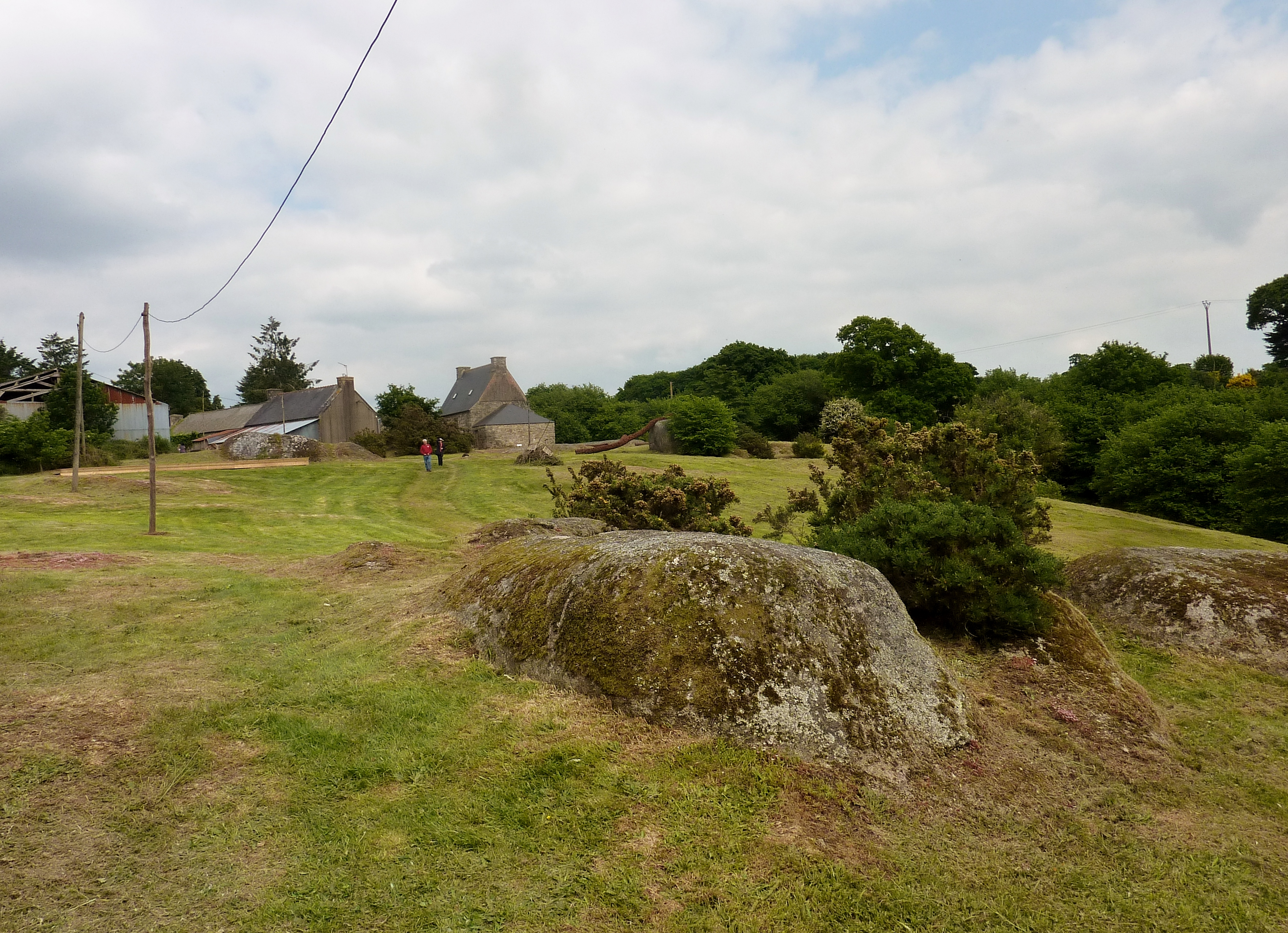
Le village de Saint-Antoine, vue générale du site.
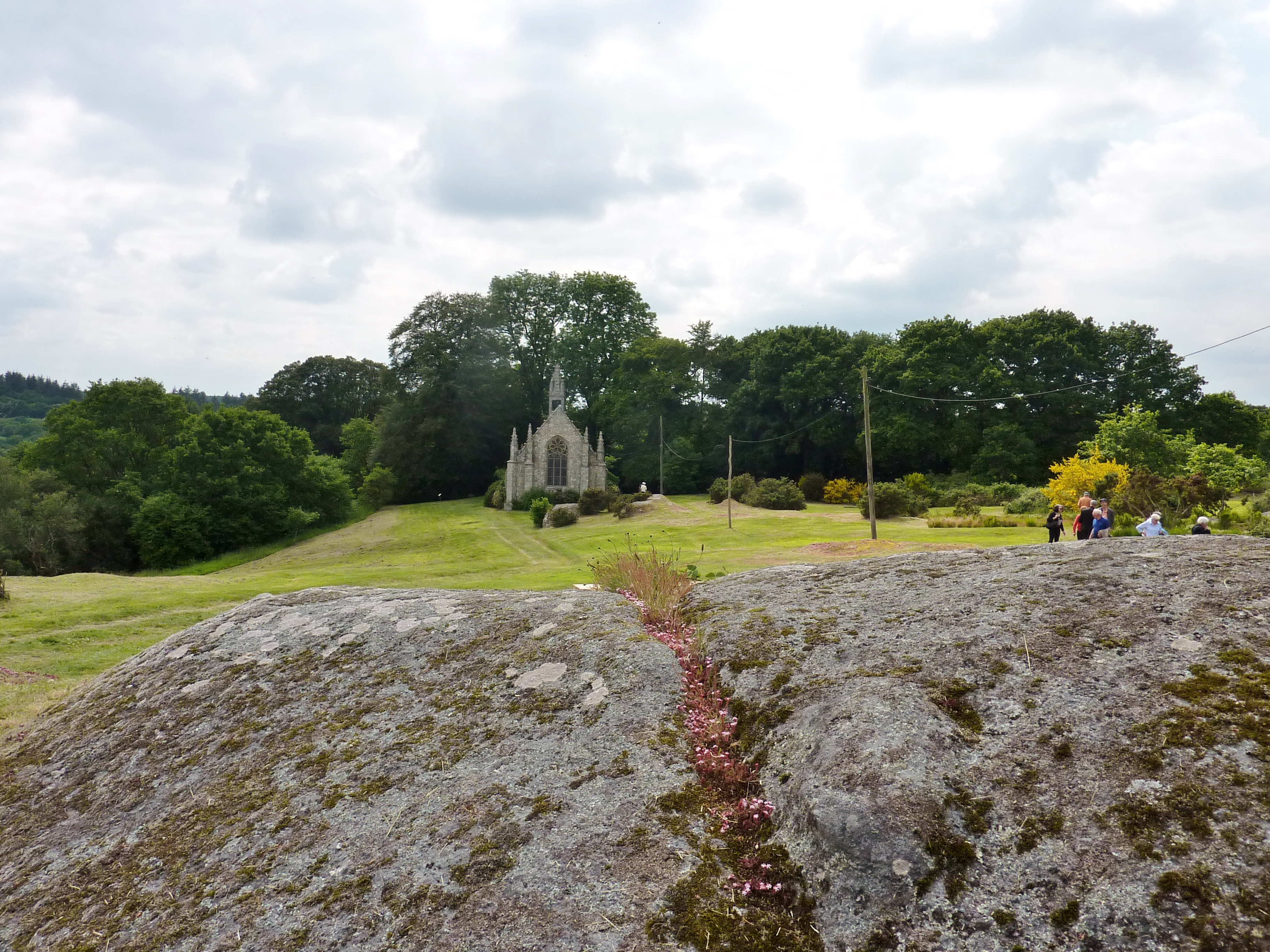
Affleurement granitique (avec taffoni) et, à l'arrière-plan la chapelle, dans le village de Saint-Antoine.
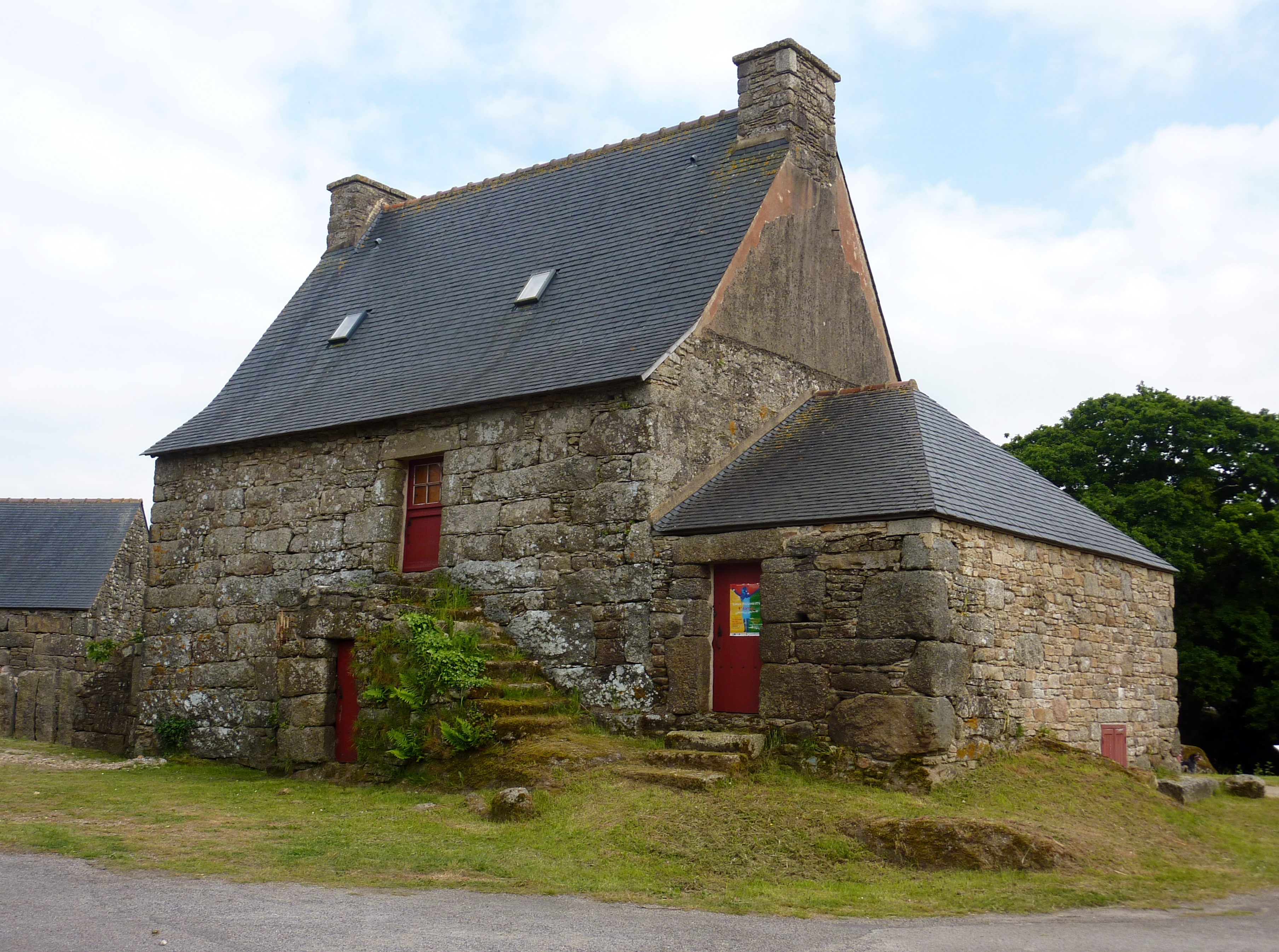
Maison ancienne, avec son escalier extérieur, dans le village de Saint-Antoine.
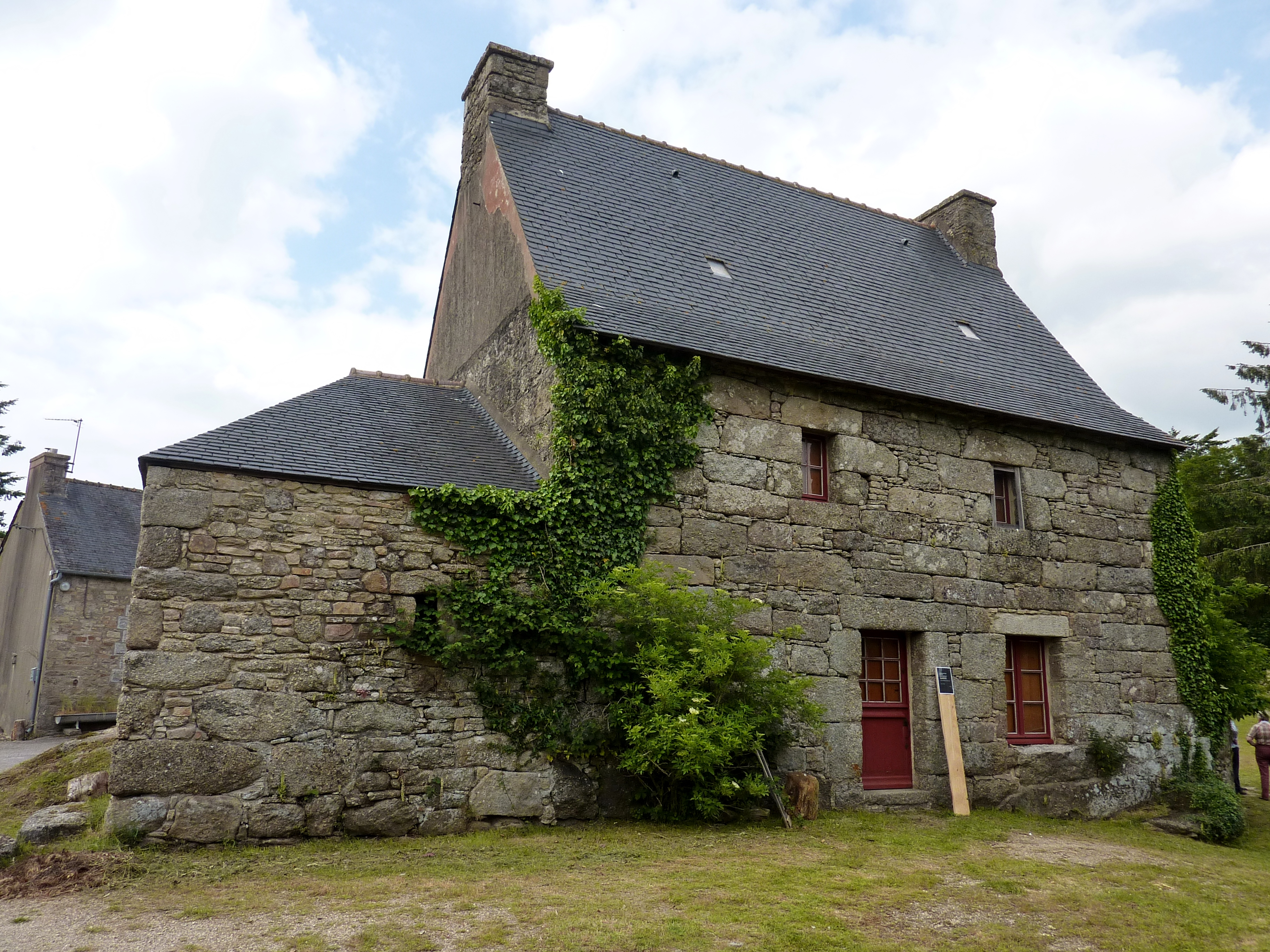
Maison ancienne dans le village de Saint-Antoine.
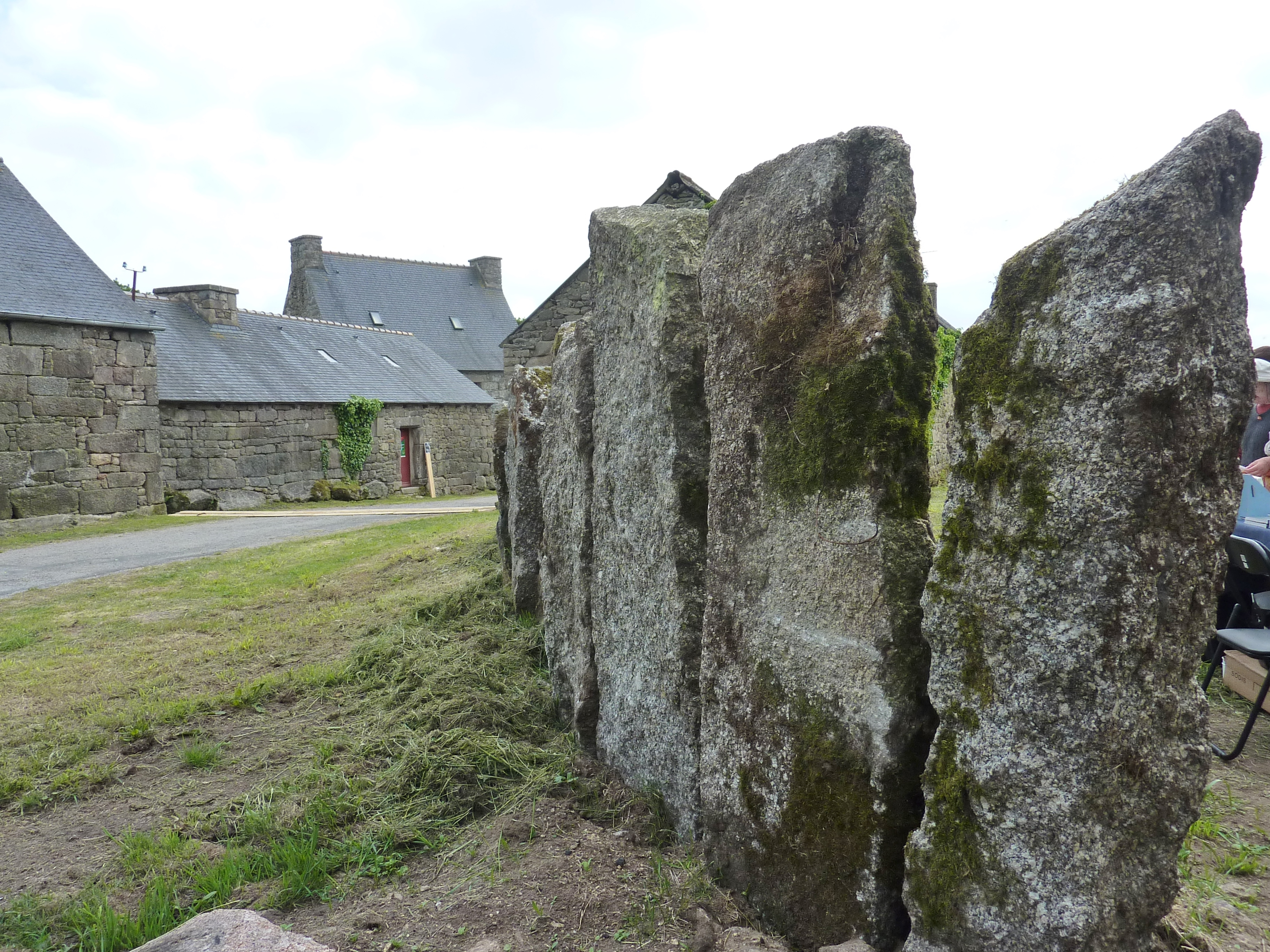
"Pierres debout" dans le village de Saint-Antoine.
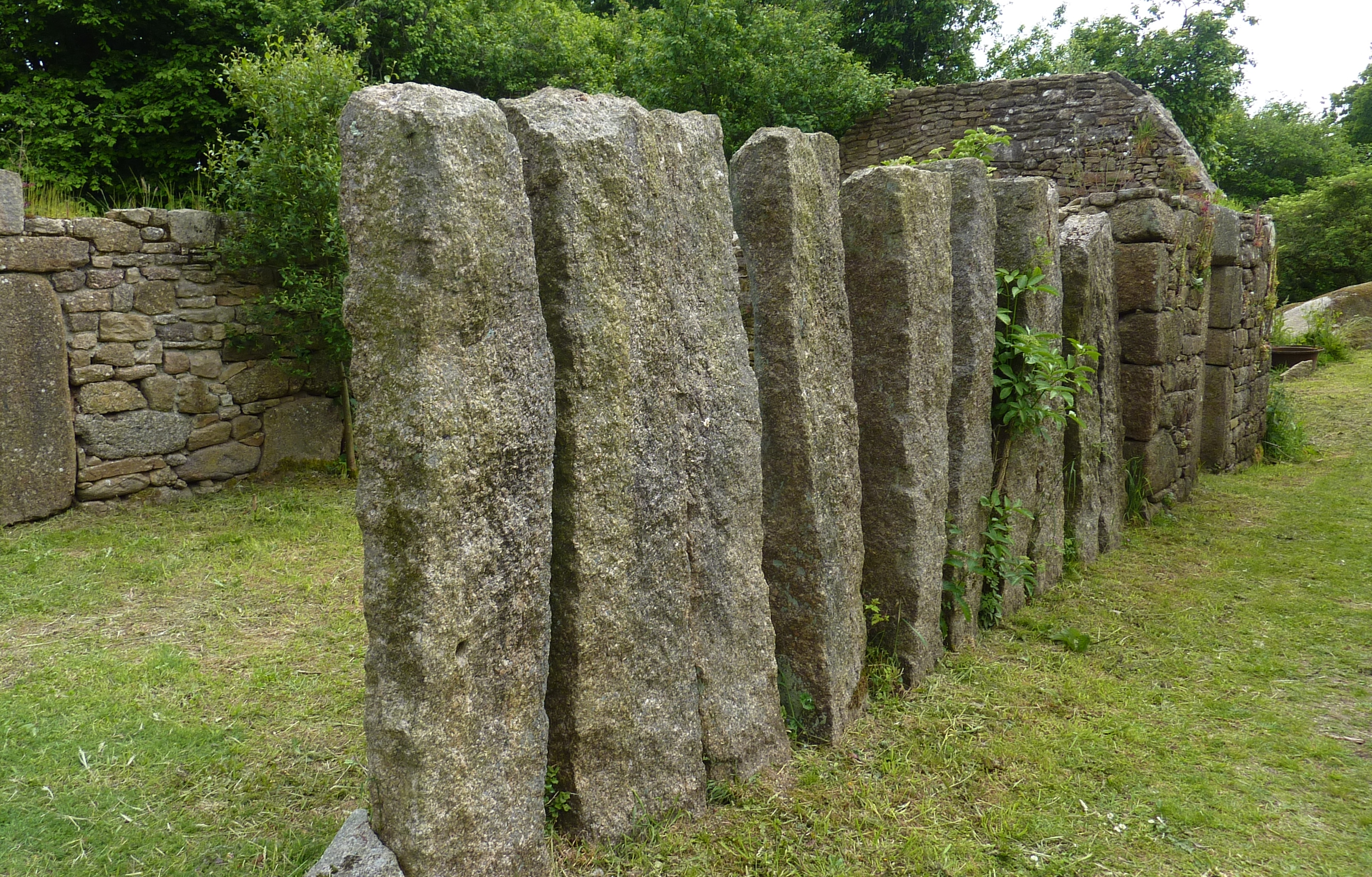
"Pierres debout" dans le village de Saint-Antoine.
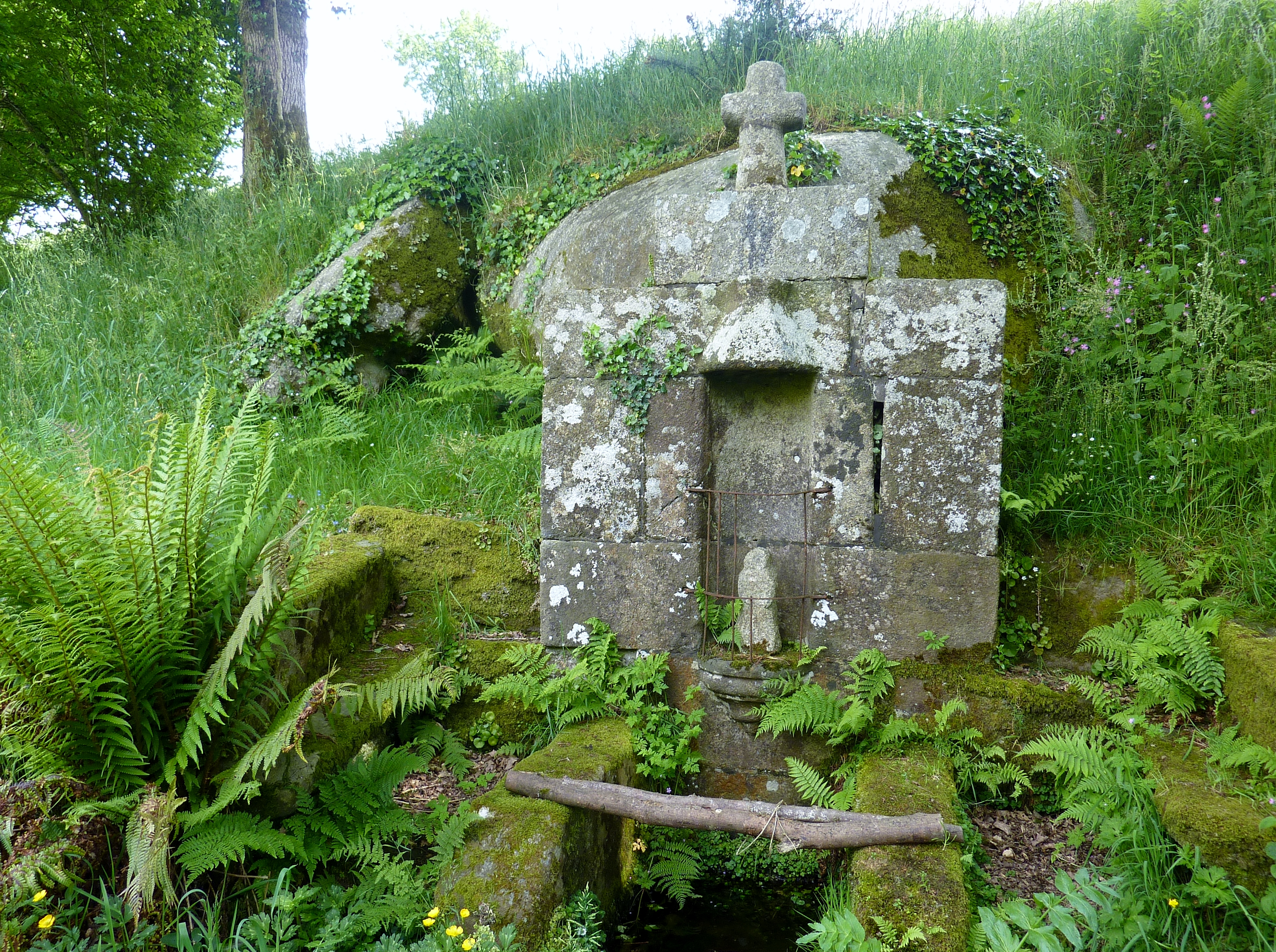
Fontaine dans le village de Saint-Antoine.
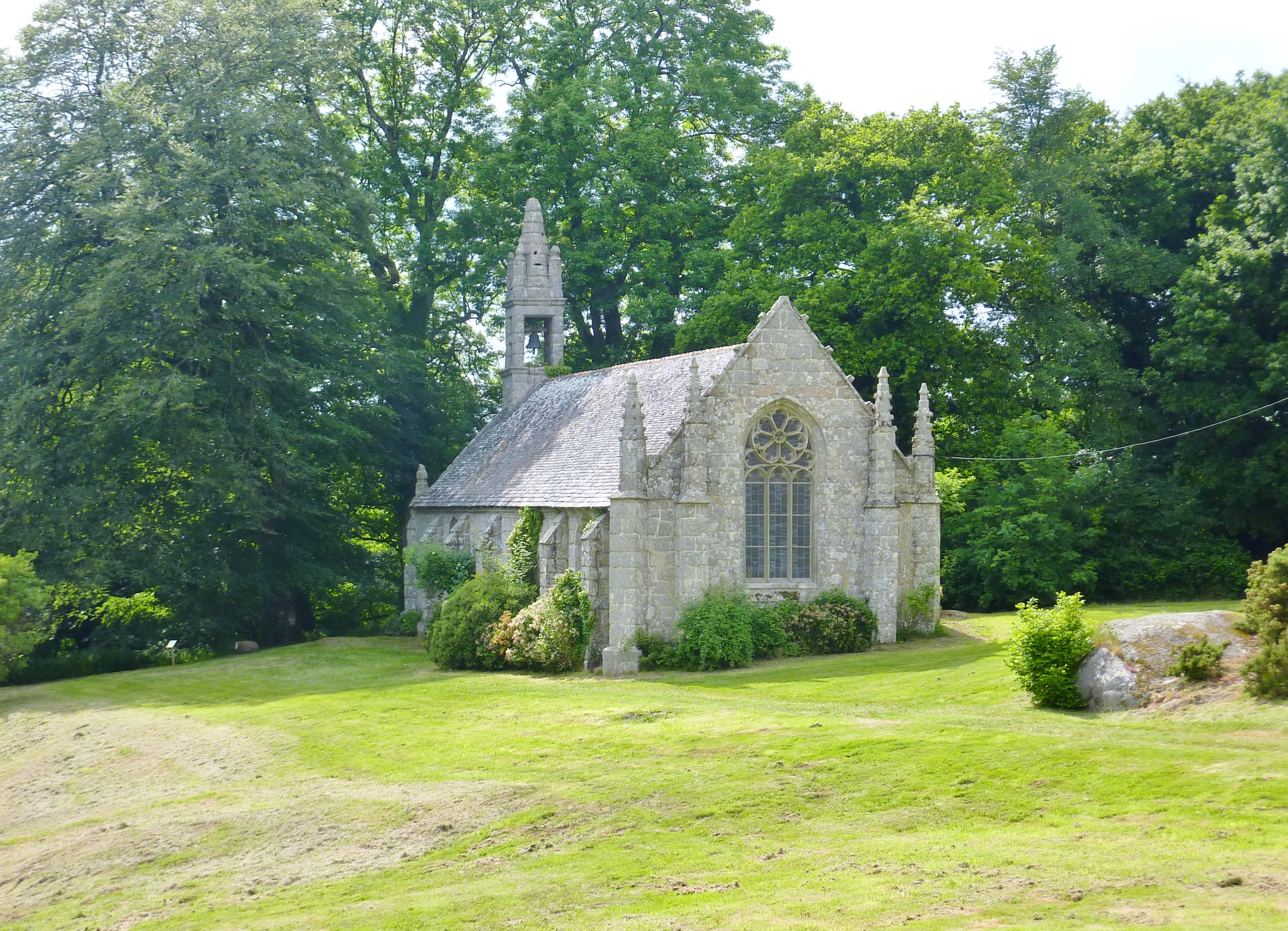
La chapelle Saint-Antoine : vue générale.
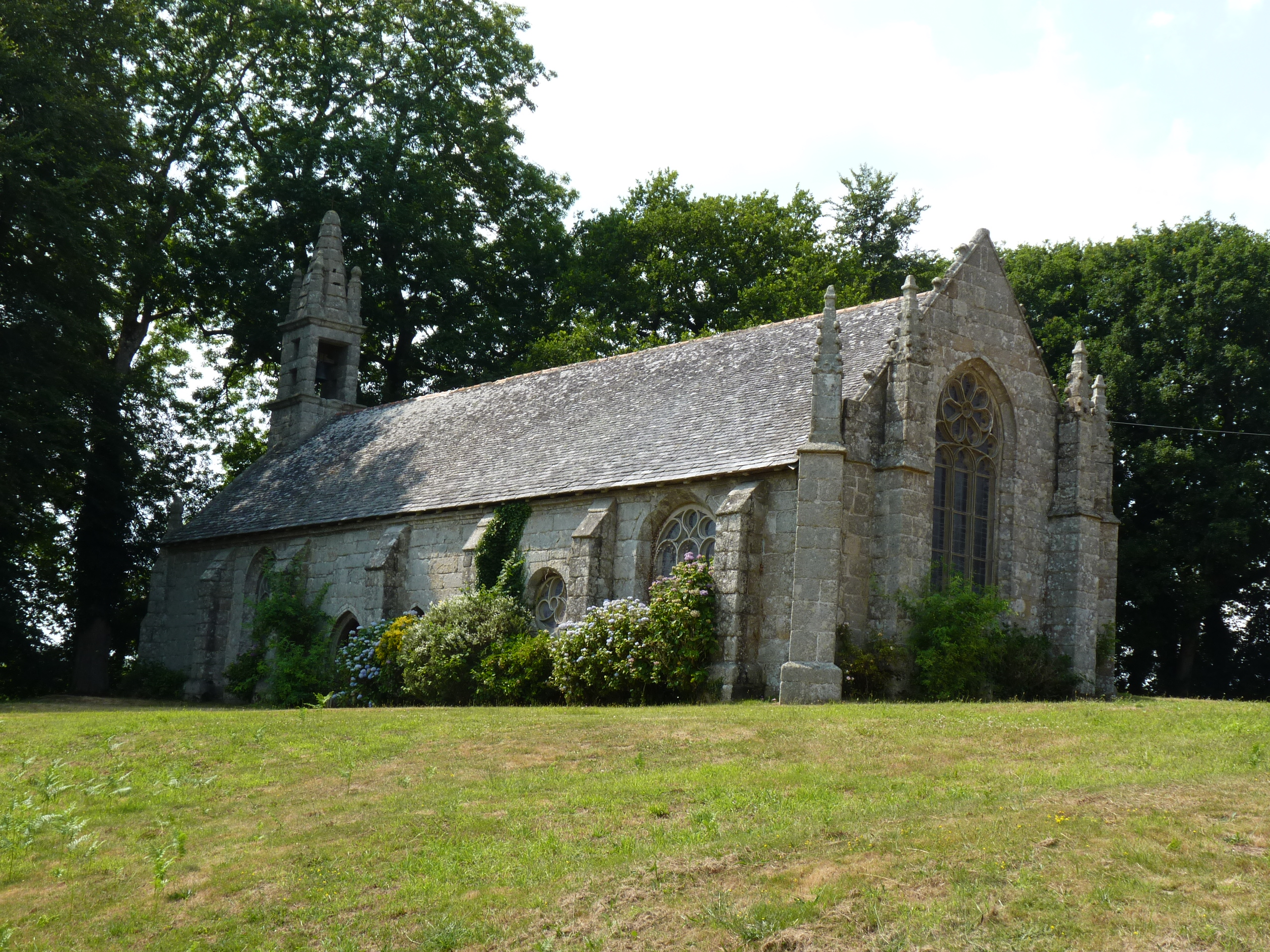
Lanrivain : la chapelle Saint-Antoine, vue extérieure.
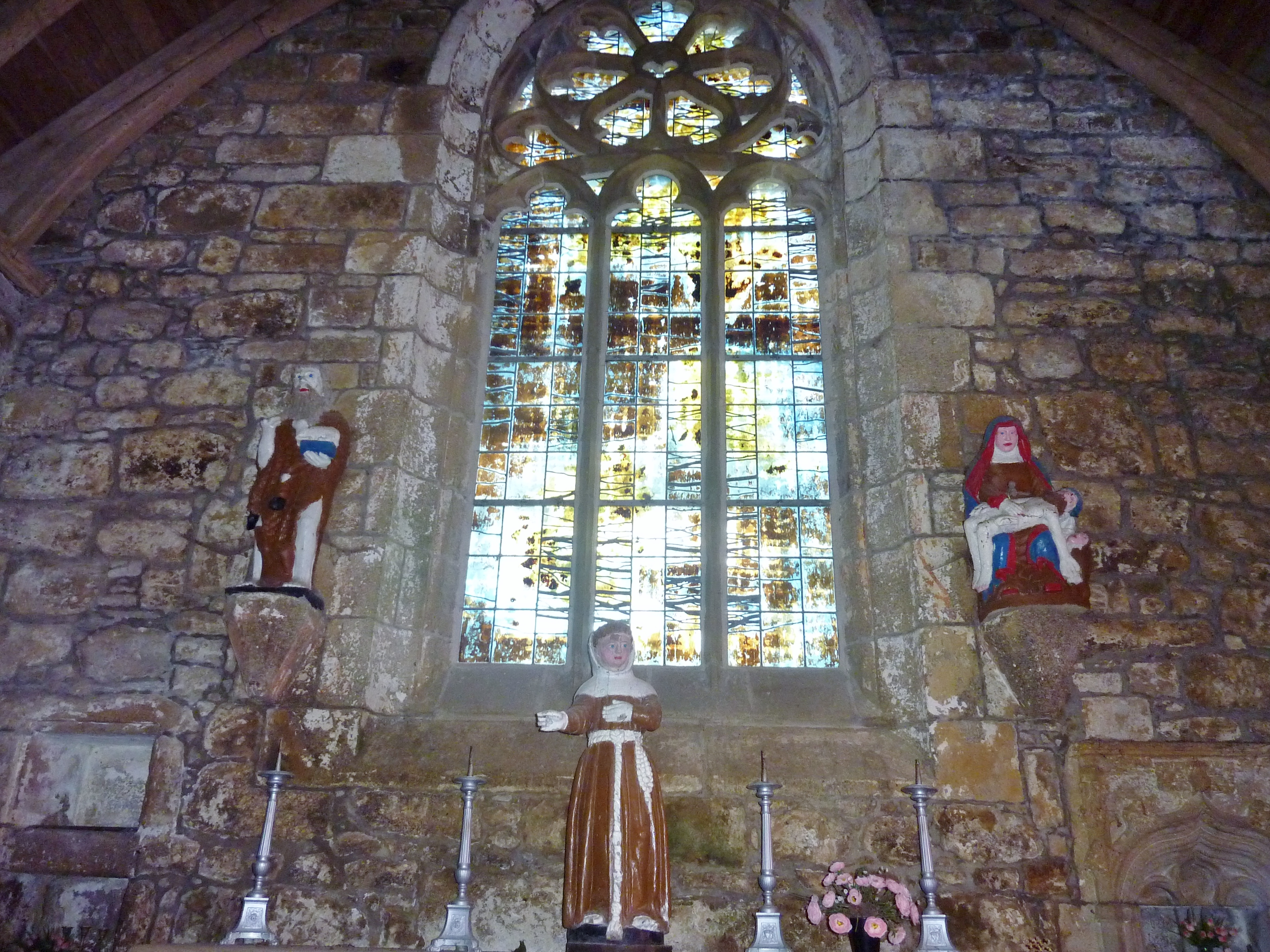
Lanrivain : la chapelle Saint-Antoine, vue intérieure.
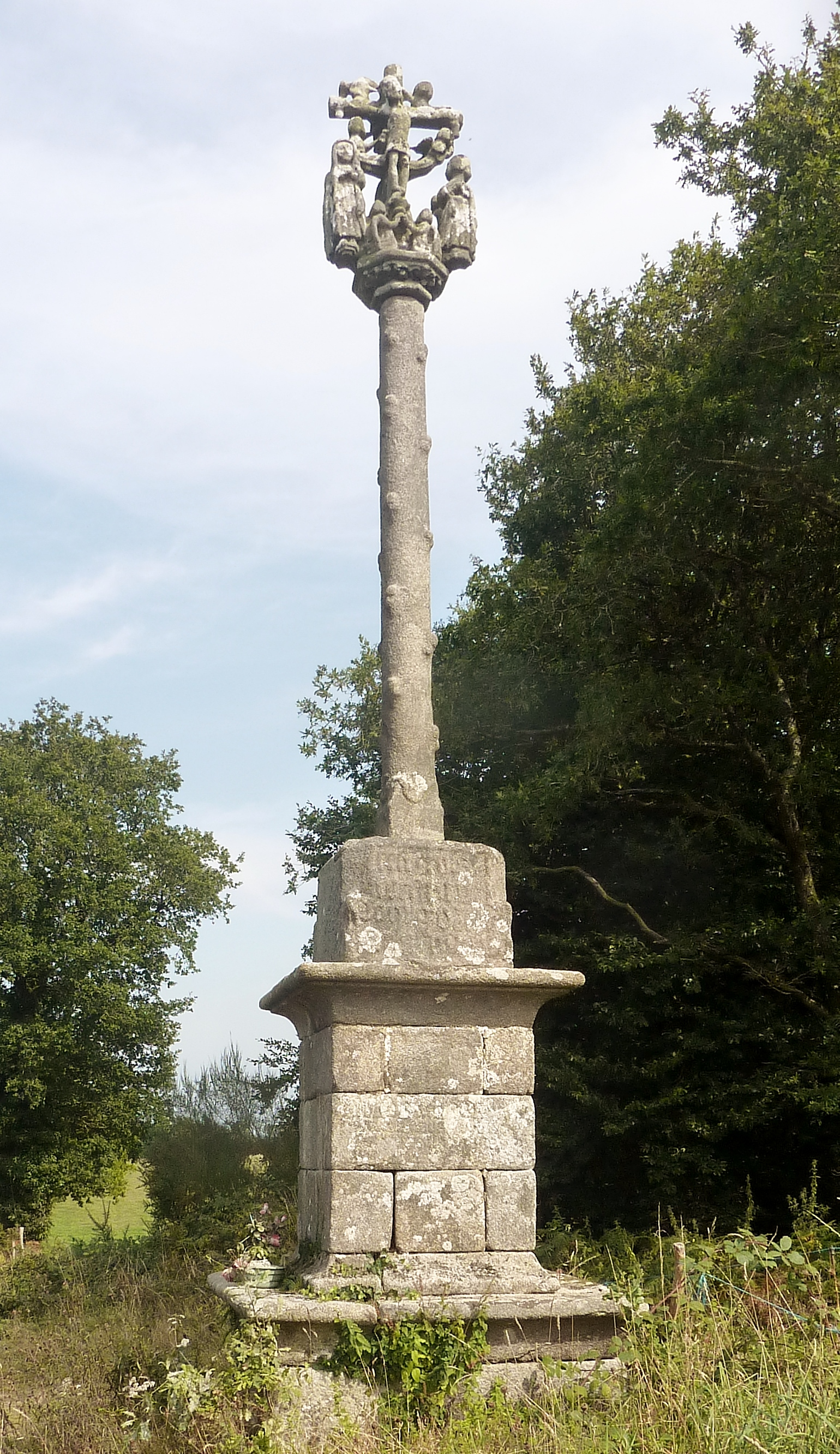
Calvaire entre le bourg de Lanrivain et le hameau de Saint-Antoine, vue d'ensemble.
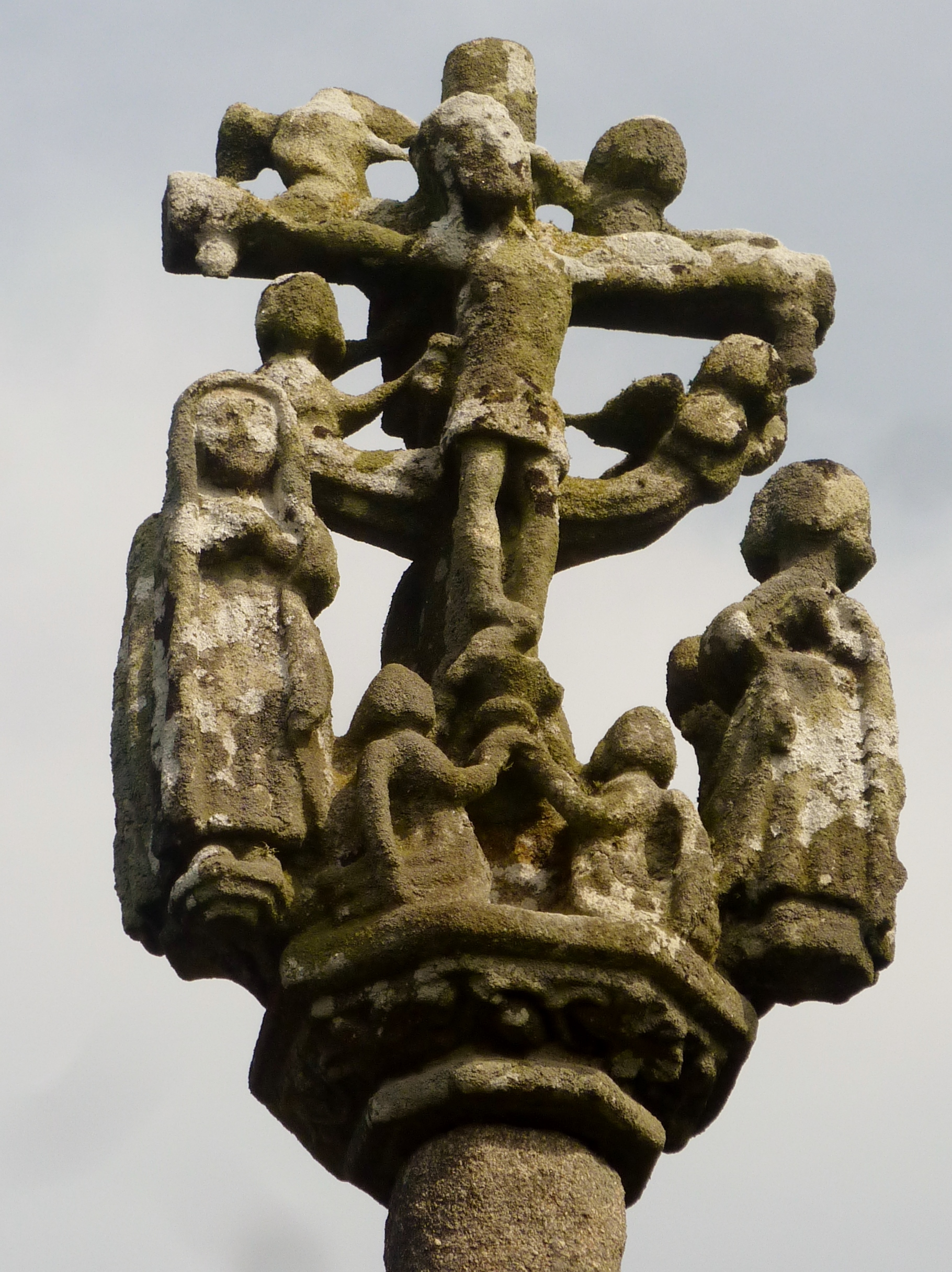
Calvaire entre le bourg de Lanrivain et le hameau de Saint-Antoine, partie sommitale.

- La chapelle de Lannégant, classée au titre des monuments historiques par arrêté du 18 août 1955[40].

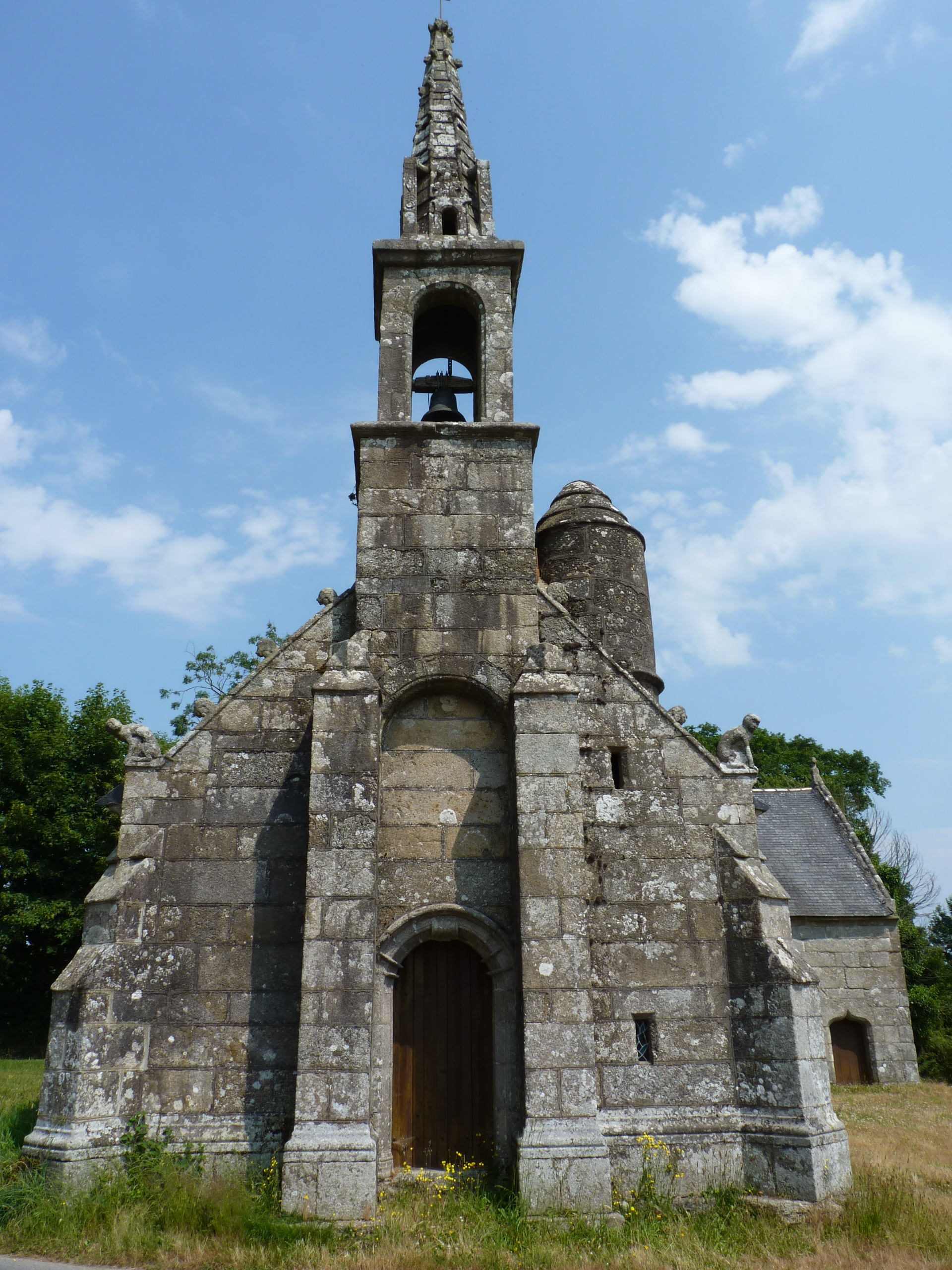
La chapelle de Lannégant : la façade.
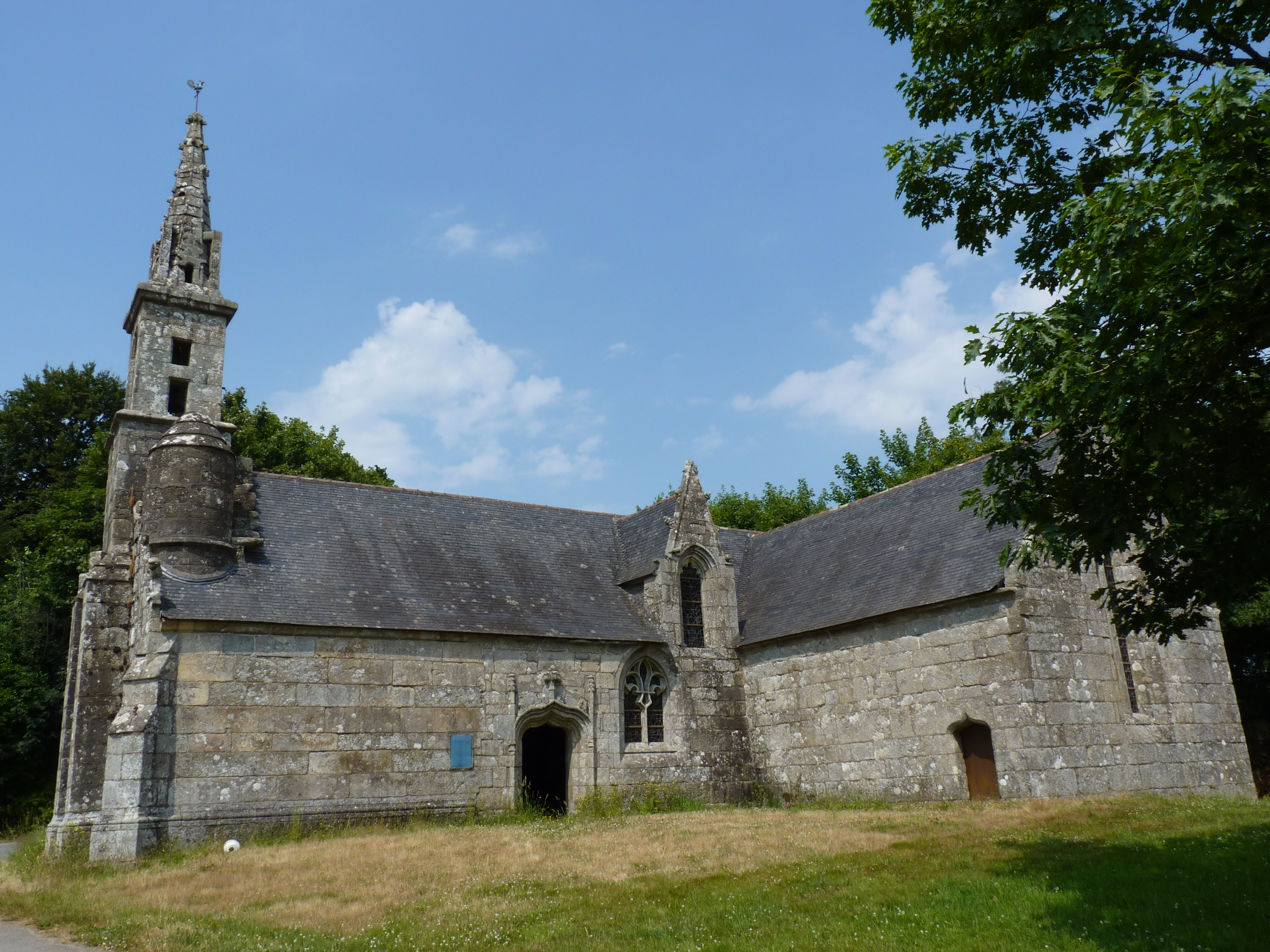
La chapelle de Lannégant : vue latérale.

- Le manoir et le jardin du Grand Launay[41].

- Le manoir de Gollodic avec sa tour d'escalier cylindrique (élément emblématique du manoir)[42]. Certains éléments du manoir ont été repris notamment par Alain Goutal, auteur de bande dessinée, d'affiches et de dessins de presse, pour annoncer la tenue d'un fest-noz[43].

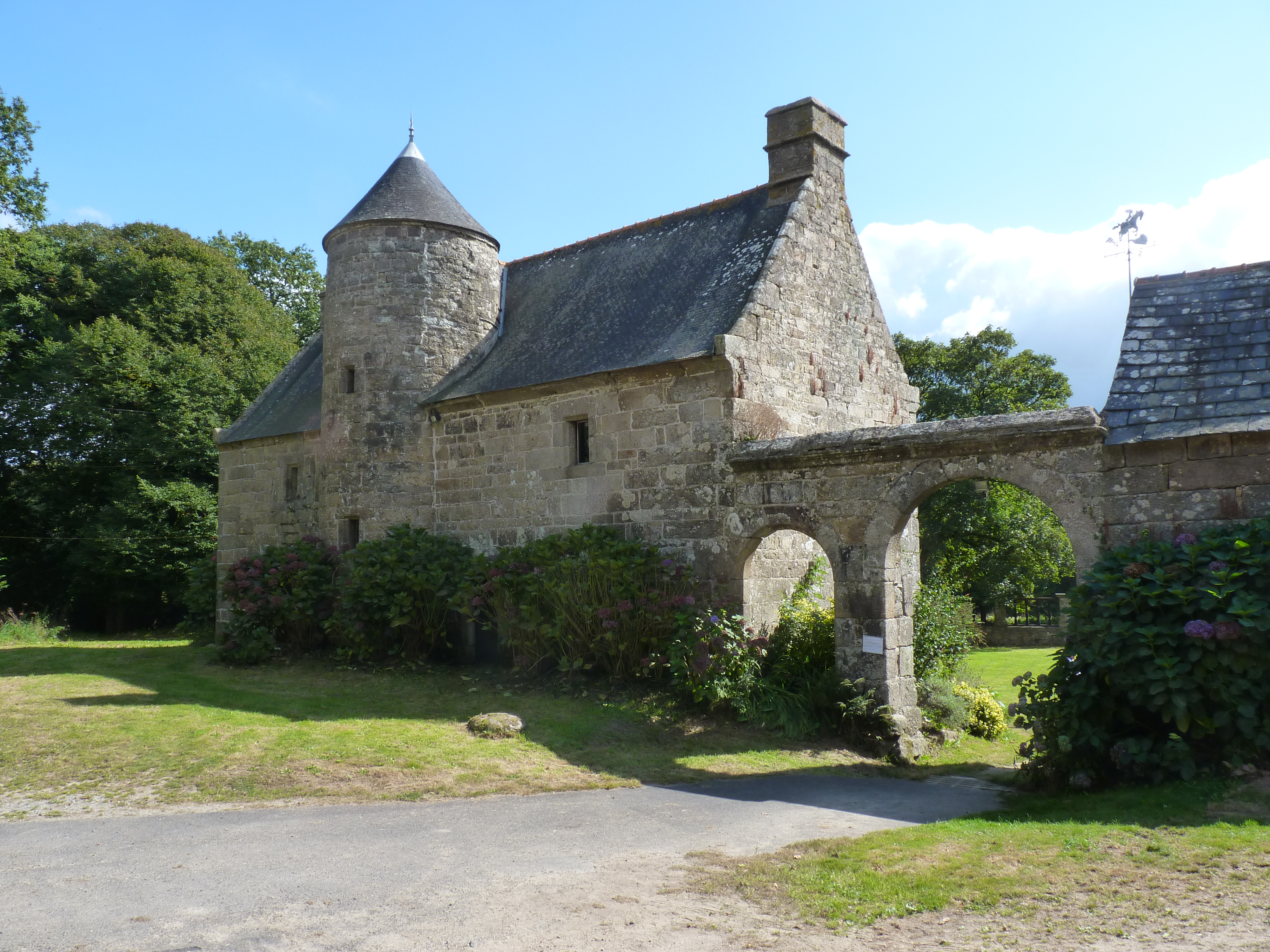
Le manoir de Gollodic, façade extérieure.
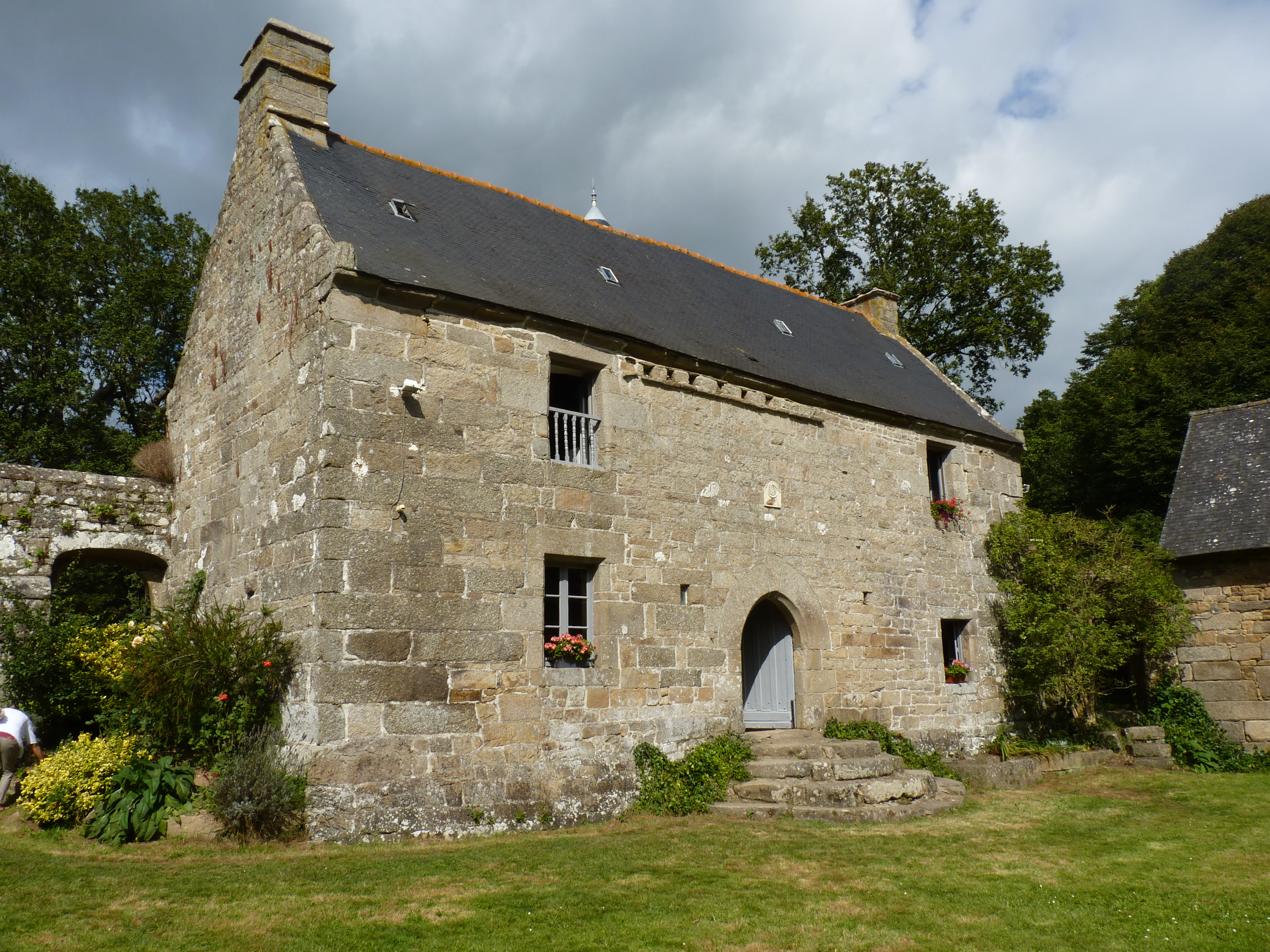
Le manoir de Gollodic, côté cour.

## Personnalités liées à la commune
- Joseph-Marie Gourlay (1759-1818), homme politique français.
- Jean-Marie Gourlay (1761-1823), député bonapartiste de Loire-Inférieure.
- Marcel Guilloux (1930-2024), chanteur et conteur d'expression bretonne, né à Lanrivain.
- Jean Schalit, journaliste décédé dans la commune fin 2020.